# 北欧史

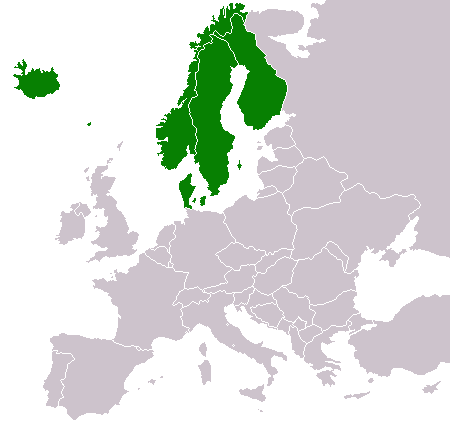
北欧

北欧史（ほくおうし）では、一般に北欧と呼称されるヨーロッパ北部に位置する地域に関する歴史を詳述する。

## 先史時代
バルト海を中心にして展開する北欧の地に人類が足跡を残したのはヨルディア期（紀元前10千年紀から紀元前6千年紀ごろ）で、バルト海東岸やデンマーク、ノルウェー北端のフィンマルクなど、ヴュルム氷期の終了とともに氷原から解放された地域だとされている。彼らは南方の地よりトナカイを追い求めて移動をしてきた人々であり、後期旧石器時代の西欧文化の流れを汲んでおり、一定地域を巡回しつつ狩猟生活を送っていた。シェラン島のリュンビュー文化、ノルウェー西岸のフォスナ文化、北岸のコムサ文化などがその代表例とされる。

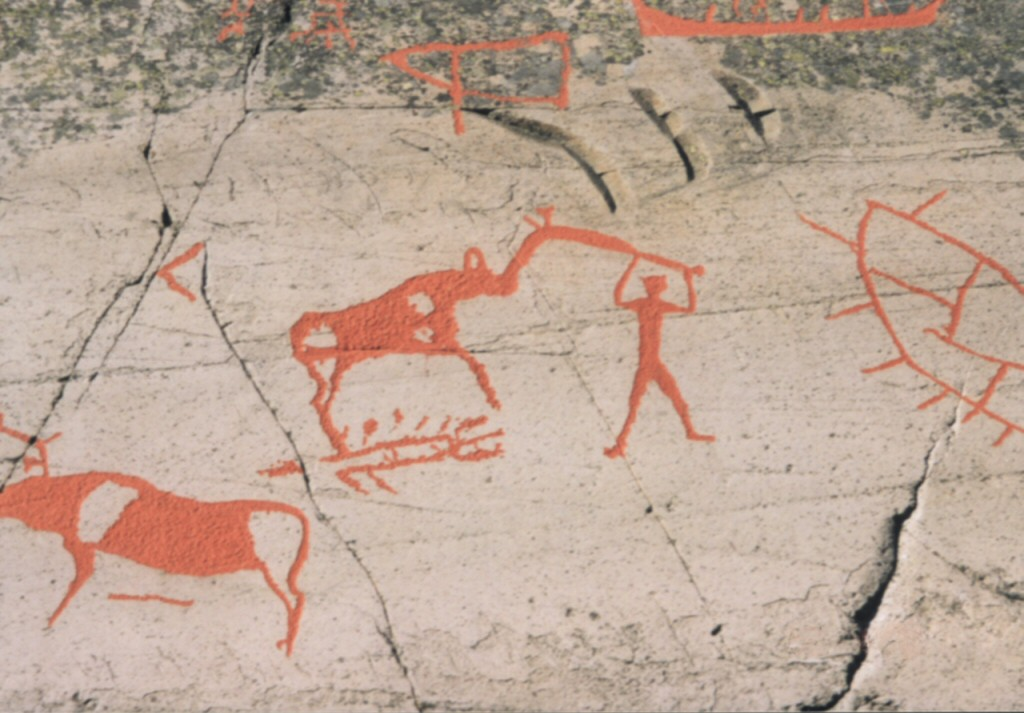
1985年に世界遺産として登録されたノルウェーのアルタの岩絵は、極北美術の代表例として知られている。

アンシルス期（紀元前6000年から紀元前4500年ごろ）になると氷河はスカンディナヴィア半島の背梁部へと後退していき、各地で様々な文化が花開き、活発化した。主要なものとしてはマグレモーゼ文化、クンダ文化、スオムスエルヴィ文化などが挙げられる。これらの諸文化では細石器や原始的な石斧が用いられて狩猟が行われていたほか、イヌが使用されるようになったことが特筆される。また、バルト海で採取される琥珀を用いた垂飾などの装身具もこのころから利用されるようになった。その他、1972年にフィンマルクで発見され、世界遺産に登録されているアルタの岩絵が作成され始めたのもこの頃からと言われている。
リトリナ期（紀元前4500年から紀元前400年ごろ）に入ると南方の先進文化の影響を受けつつ北欧の各文化はさらに発展を遂げる。気候の温暖化により海面上昇とともに貝類の繁殖が見られるようになり、デンマークのエルテベレ文化などでは貝塚が形成されるようになった。時期を同じくしてフィンランドなどではロシアから伝播した櫛目文土器の利用が見られるようになった。

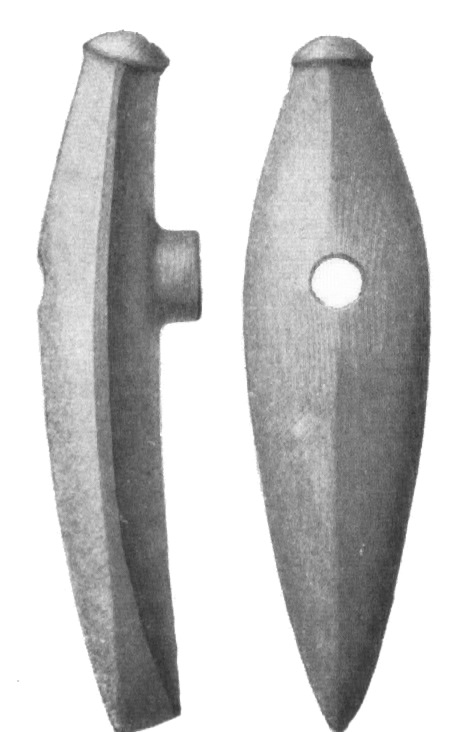
ネルケ地方で出土した舟形斧が舟形斧文化の所以である。

中東の肥沃な三日月地帯で始まった農耕・牧畜が伝わった紀元前2500年には、エルテベレ文化を基盤としつつもそれまでの狩猟・漁撈中心の生活から農耕を中心とした小規模の集落からなる定住生活への移行が進み、同時にウシ、ウマ、ヒツジ、ブタといった家畜の利用が始まった。紀元前2100年になるとイギリスのストーンヘンジに代表される巨石文化が伝播し、巨石墳を製造して合葬を行うトレヒテルベーケル文化が形成された。この時代に入ると石器類の製造技術にも飛躍的な発達が見られ、厚頭斧やフリントの打製短剣などが登場している。紀元前1000年ごろよりユトランド半島中部や西部で単葬墳が見られるようになると次第に周囲へと広がって行き、単葬墳文化が生まれる。また同じ頃、バルト海東岸やフィンランド西南部では舟形斧文化（キウカイネン文化とも）が生まれている。これらの文化での遺物や遺構などから部族（キウカイヌ）の成立、階級の分化が始まっていたと見られており、インド・ゲルマン人の侵入も相俟って北欧の地は戦乱の時代へと突入する。
一方、バルト海東岸のリガ湾では紀元前1500年ごろより南方から侵入してきた民族により青銅の冶金術がもたらされ、原バルト文化が形成された。彼らは先住民のフィン・ウゴル人を駆逐・吸収してこの地域へ定着を果たした。紀元前500年ごろになると鉄の文化が伝播し、この地の文化水準は大きく向上を果たした。原バルト文化を形成していた民族は年代の経過と共に古プロイセン人、ラトビア人、リトアニア人という三つの民族に分化していき、集合離散を繰り返しながら4世紀までに幾多もの部族国家を形成して土地と権力を争った。
紀元5年に入ると、イタリア半島で興りその版図を広げていたローマ帝国がユトランド半島を迂回してバルト海へ姿を見せるようになり、文化的な接触が始まった。ローマの古典文化はボヘミア方面の陸路とフリースラント諸島方面の海路を経由して北欧へ流れ込み、諸族の文化に多大な影響を与えた。同時に、多数存在していた部族国家は戦争の課程で吸収統合を繰り返し、やがて幾つかの王国が形成されるようになる。ユトランド半島ではヴァンダル、キンブル、ユート、アングル、サクソン、テウトンといった諸族の原生国家が誕生している。ノルウェー方面では約1世紀遅れてこうした動きが見られるようになったが、5世紀までに形成された王国はルーグ人のローガランド、ハロード人のホルダランド程度で、その他の部族国家は統合の動きはなされていなかった。

## 中世

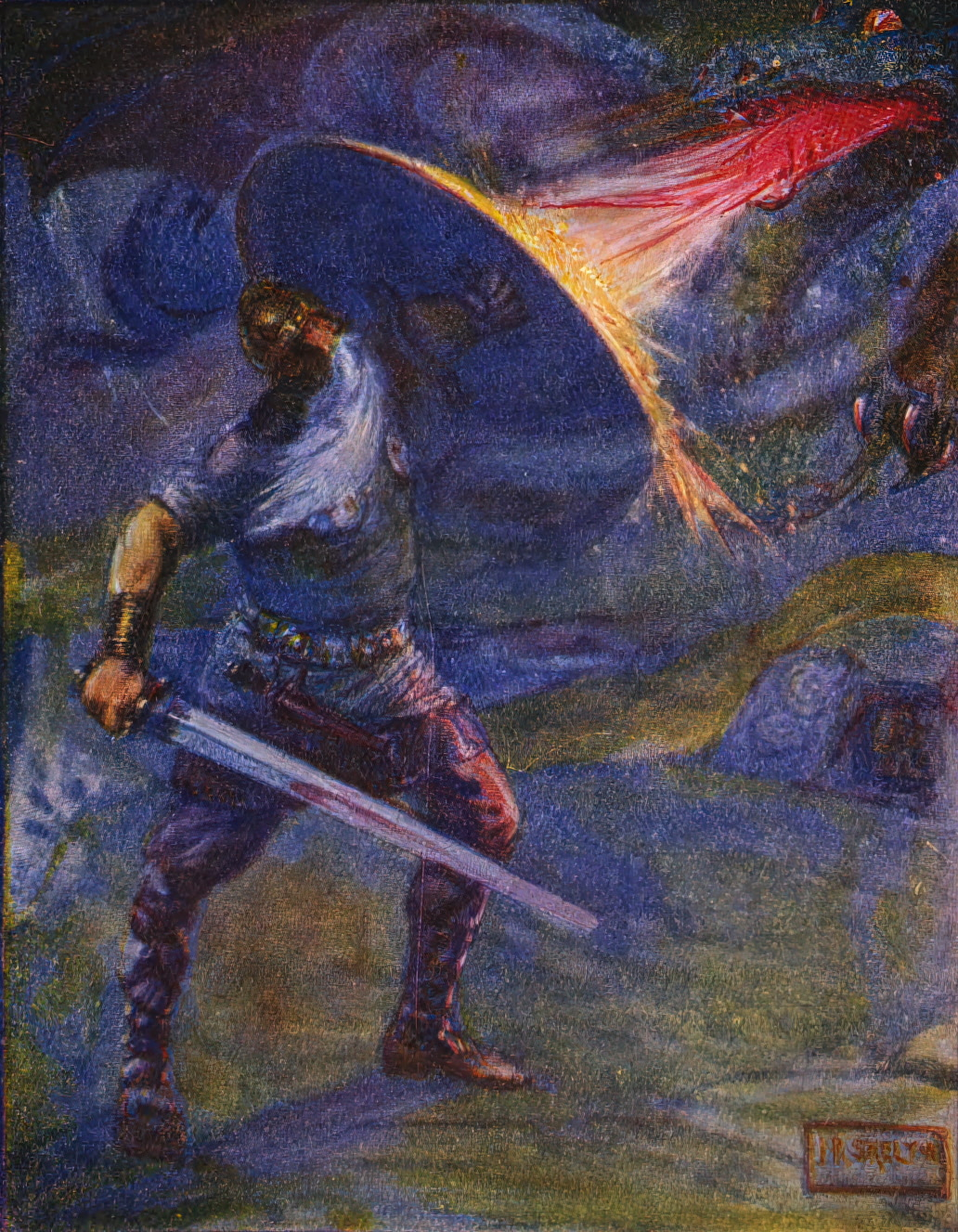
ベーオウルフとドラゴンの戦い。（1908年、J. R. Skelton）

### 北欧三国の成り立ち

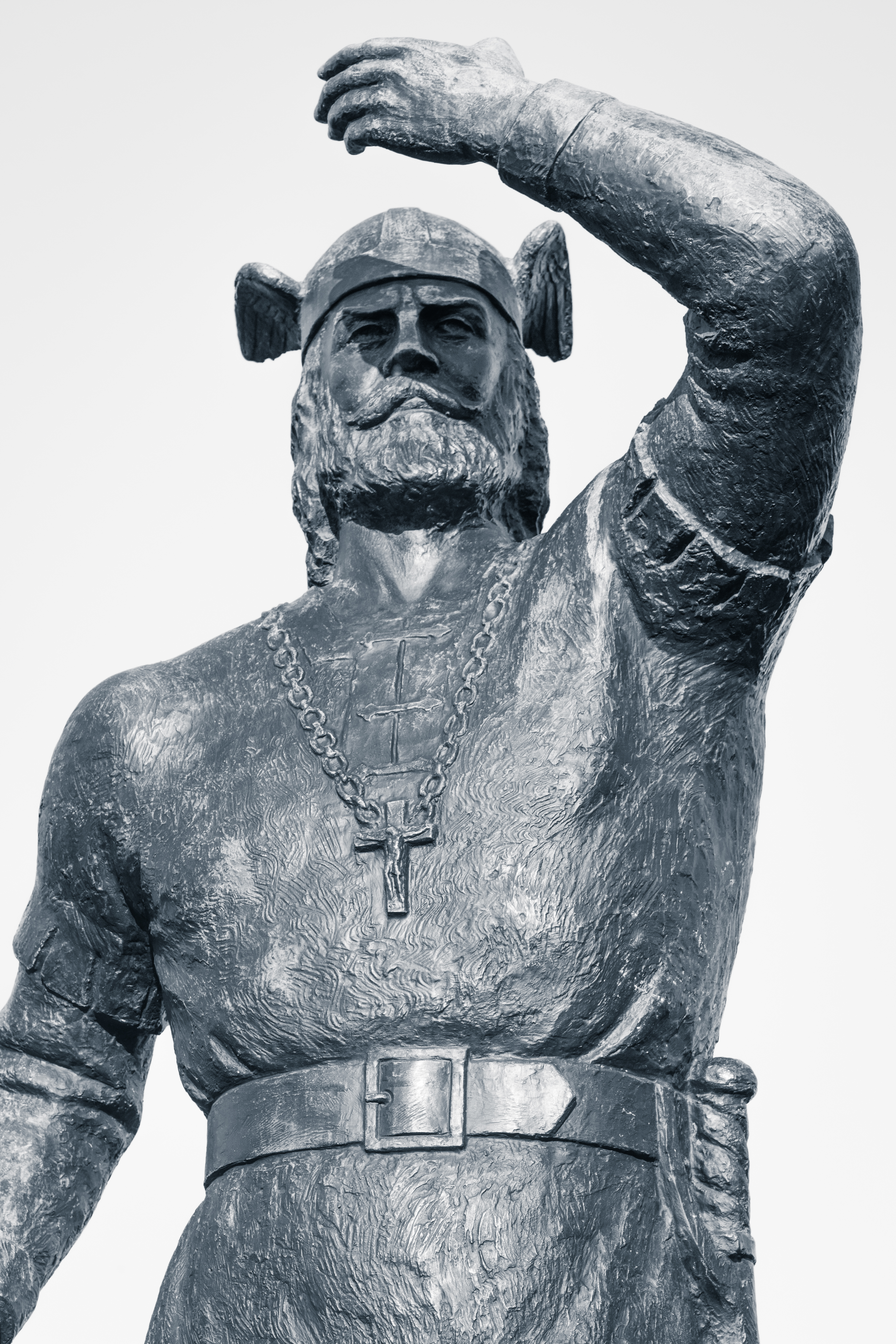
レイフ・エリクソン
ヨーロッパ人として初めて北アメリカ大陸に渡ったとされる

スウェーデン、デンマーク、ノルウェーの三国は民族的に深い関わりを持っており、不可分の関係によって歴史を歩んできた。400年ごろから1000年ごろまでの期間、この地の歴史については彼ら自身の手による文献史料はほとんど残されておらず、ヴァイキングに敵意を持つ西欧人の記した記録、伝承記があるのみとなっている。彼らの残した史料として代表的なものとしては8世紀から9世紀にかけてデーン人から伝えられた英雄叙事詩をイギリスの修道僧の手でまとめられた『ベーオウルフ』、ヴァイキング時代に創られた歌謡『エッダ』、それまで口頭で語り継がれてきた神話や伝記を12世紀末に纏め上げたサガ、ノルウェーやアイスランドの君主に仕えた宮廷詩人によって詠われた賛歌であるスカルド詩などがあるが、いずれも作品の性質上歴史を目的として記されたものではないため、事実特定が困難であった。このため、11世紀ごろまでの北欧の歴史はこれらの諸史料と、各地から出土した遺物や周辺地域の歴史書に言及されている状況などから類推・整理して輪郭を得たものであることを前提とする必要がある。

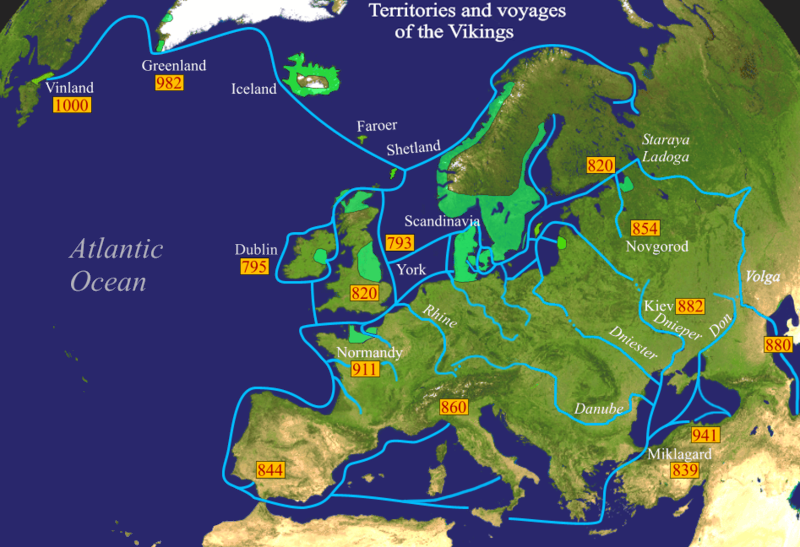
スカンディナヴィア人の航海航路と入植地

さて、北欧各地に誕生した原生国家は、800年ごろまでその地の覇権を巡って激しい争いを繰り返し、強国への併合を繰り返しながら国の強化を図っていった。この時代はゲルマン諸族が西欧・南欧へ大きく移動し、各地に王国を築いた民族移動時代とも重複しており、彼らの多くは北欧を原住地としていたため、北欧の地には多くの冨と文化が流入し、大きな文化的発展を遂げた。この時代に対する言及としてはローマの歴史家タキトゥスの『スイオーネス』がある。『スイオーネス』にはスウェーデン中部のスヴェーア人が建国した初期の王国の成り立ちが記されており、28の部族国家がやがて3つの原生国家へと統合していったとされている。このうちの一つであったメーラル王国はメーラル湖を中心として栄えた王国であり、6世紀中頃には残りの2王国を併合してスヴェーア諸族を統合し、シルフィング朝と呼称されるようになった。シルフィング朝は650年ごろに後述するデーン王国によって滅ぼされることとなるが、王子ウーロフはヴェルムランド地方へ逃れてインリング朝として再建させた。その後も領土を拡張していき、南部のゴート王国を服属した後、860年には首都を古ウプサラへ設置し、後のスウェーデン王国の祖形が成立した。

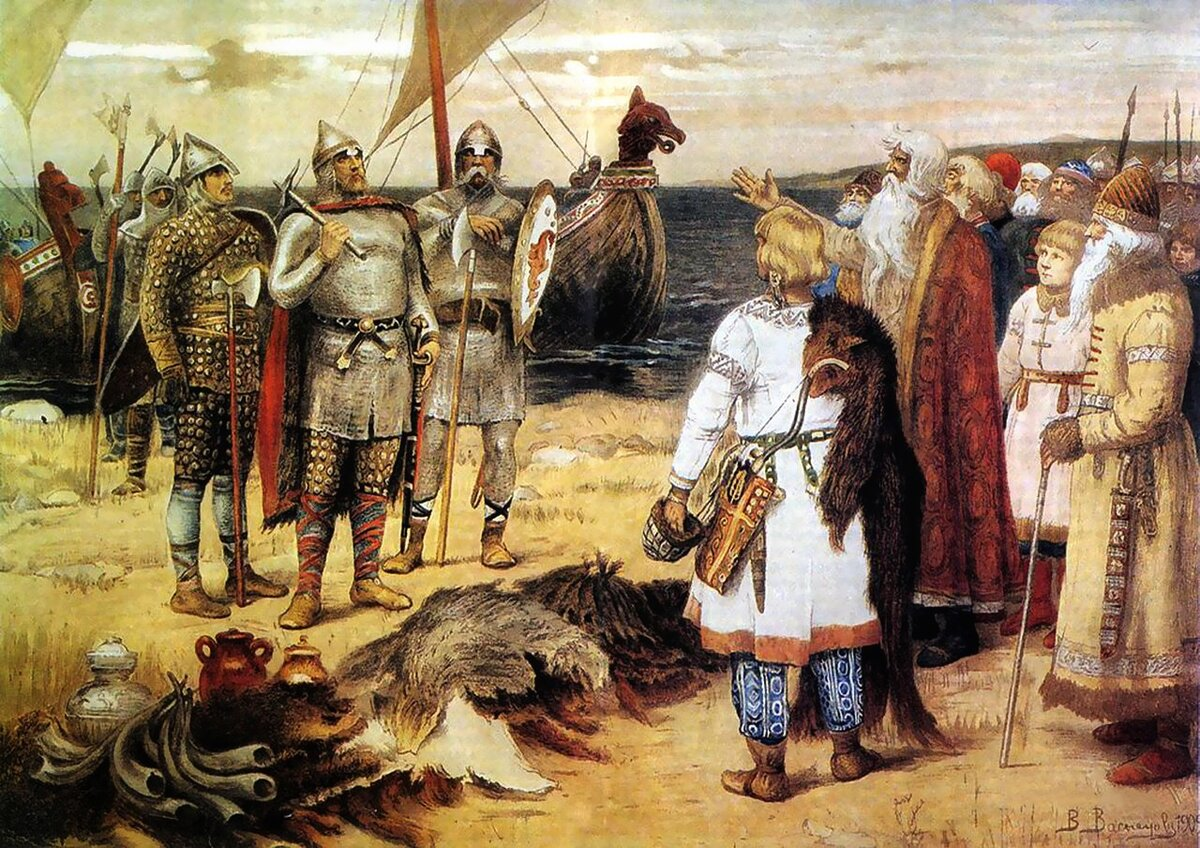
リューリク ラドガに到着する

またスヴェーア人は現在のリヴォニア、ロシア、ウクライナと他の東方地域に移住した。ノルウェーとデンマークの移住者が初めに西方と北ヨーロッパに移住した。これらのスカンディナヴィア人移民は東方ではヴァリャーグ（古東スラヴ語: варягъ、古ノルド語: væringjar）として知られる。サガによれば8世紀中頃に建設されたラドガ湖南方のアルデイギュボルグ（古ノルド語: Aldeigjuborg、現在のスタラヤ・ラドガ）はヴァリャーグによって支配されていた。最古のスラヴ人の記録によれば、これらヴァリャーグがキエフ・ルーシを建国し、10世紀末まで移民は奨励された。この東方ヨーロッパの大国はモンゴル帝国のヨーロッパ侵略に最初に遭遇し征服された。東方に進出したノルマン人は自らは記録には残さなかったが、上記のスラヴ人の記録の他、西欧、ギリシャ、イスラームによってその活動が伝えられている。その一つがヴァリャーグの一派であるルーシで、8世紀後半から9世紀にかけてルーシ・カガンの国家群を形成し、そのルーシの中からリューリクがノヴゴロド公国を建国し、その一族であるオレグなどがキエフ・ルーシ創設に関わったという。東方へ進出したノルマン人の足跡は、ルーン文字によって刻銘された石碑によって伝えられた。

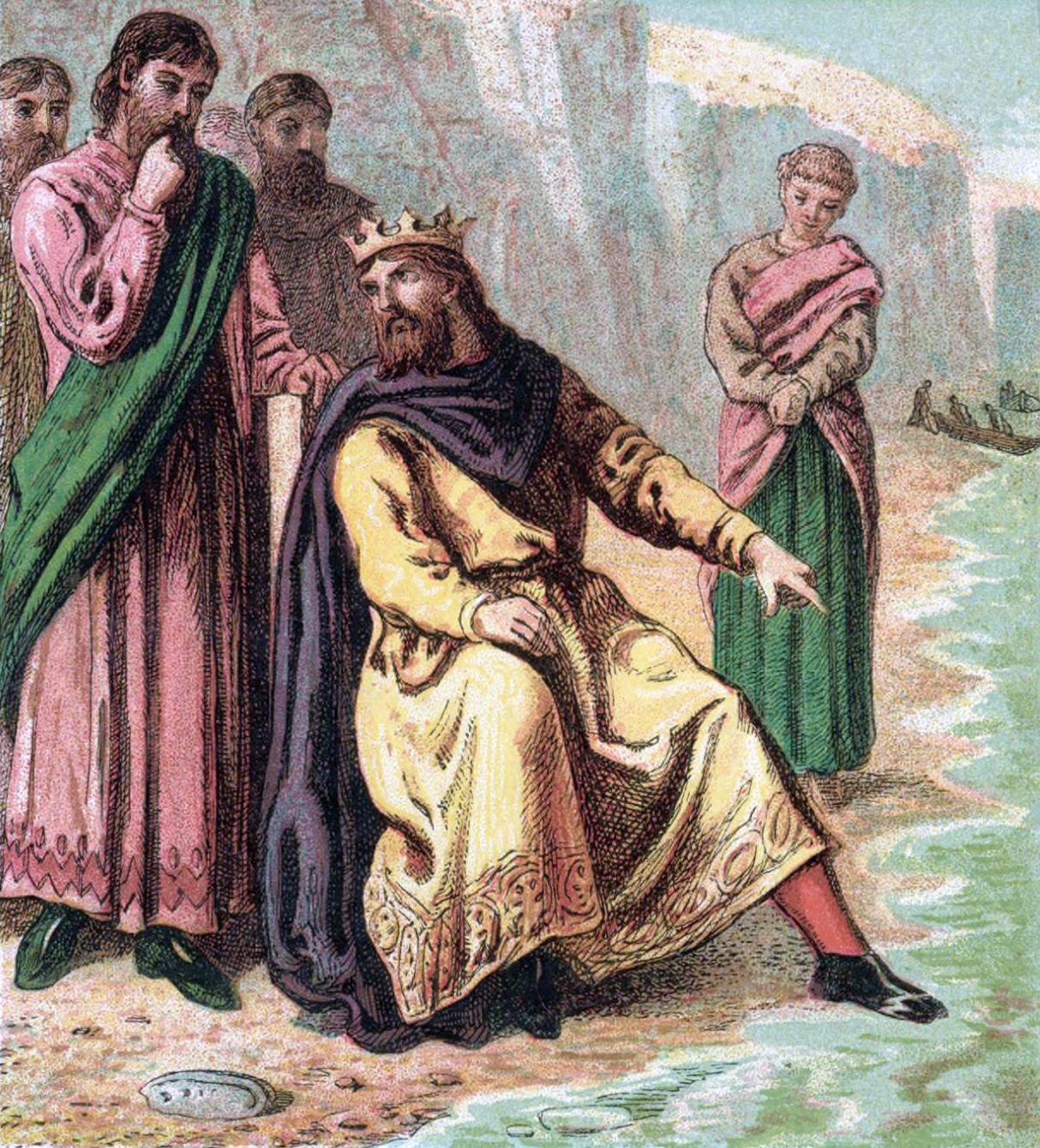
スキョル朝の版図を大きく拡大させたクヌーズ2世。

また、デンマークではデーン人たちの建国したデーン王国（スキョル朝）が伸張し、シェラン島に存在していた幾多もの国々を征服していた。彼らはその勢力をユトランド半島方面へも伸ばして行き、5世紀後半には現在のデンマークとスコーネの一部を統一するに至り、650年にはスヴェーアのインリング朝を滅ぼすなど、北欧において最も勢威の強い王国となった。

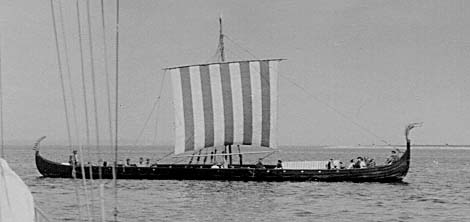
復元されたヴァイキング船

一方、フランク王国の成立によって陸を使用した南下が困難となっていったことから北欧の人口は激増し、北欧で土地の獲得が叶わなかった多くの人々は新しい地を求めて海上へと進出を始めた。これによって造船術や航海術が著しく発達し、ヴァイキング時代が始まった。彼らは単独・混成に関わらずノルウェー、デンマーク、スウェーデンの各地にする様々な民族によって編成されていたが、西欧の人々は彼らを一様に「北方の人々」を意味するノルマン人と呼称し、区別をつけなかった。北欧海岸地帯沿岸を拠点とする彼らは冒険・略奪・通商を求めて海を渡っていたが、やがてその目的は領土獲得・植民へと変化していった。803年、シーグル王の戦死によってイングランドへと侵攻先が変わると870年にはイングランド東部地域（デーンロウ）の獲得に成功し、スヴェン1世の時代にはイングランドの王を兼ねるまでに至った。クヌーズ2世の時代に入るとさらに勢力を伸ばし、北海を中心とした広大な北海帝国の樹立に成功した。これによってデンマークにはイングランドの文化やキリスト教が流入し、深く浸透していった。しかし、次代ハーデクヌーズの死とともにイングランドは独立を果たし、広大な北海帝国は瓦解、スキョル朝も滅びることとなった。
スウェーデン、デンマークに対してノルウェー（ノール人）は後進的で、9世紀に入っても統一国家が存在しておらず、小王国に分かれた状態で争っていた。このような状況が続く中で、西南海岸に位置する豪族たちは船団を組織し、海外領土の侵攻を始めるようになった。特に知られているものとしては793年のリンディスファーン島襲撃などがあるが、こうした侵攻は年を経るごとに頻繁に起こるようになった。彼らはシェトランド諸島を拠点にスコットランドやアイルランドへ侵攻を繰り返し、大量の植民を行ったほか、北海を横断してフランス北部に拠点を築いて内陸へと侵攻していった。また、865年にはアイスランドへ到達してこの島に対しても植民を開始している。しかし、インリング朝の再建によって次第にノール人の国々は併合されていき、インリング朝は9世紀中ごろまでにその勢力を西海岸まで伸ばすことに成功している。残された小王国は連合艦隊を組み抵抗を試みたが、美髪王ハーラル1世によって撃退され、885年（872年としているものもある）、ノルウェー王国が誕生した。しかし、美髪王ハーラルの後は王位を巡った内紛が勃発しデンマークの青歯王ハーラル1世によって領土の大半を奪われるなど、その勢力は縮小していった。オーラヴ1世の時代には一度盛り返しを見せたが、スヴェン1世の時代に完全にその領土はデンマークの支配下に置かれることとなった。一方でノール人による海外侵出はこうした国情にもかかわらず盛んに行われ、900年ごろにはグリーンランドが発見され、1000年ごろには、グリーンランドに最初に入植したとされる赤毛のエイリークの息子レイフ・エリクソンによって北アメリカ大陸（ヴィンランド）が発見されている。

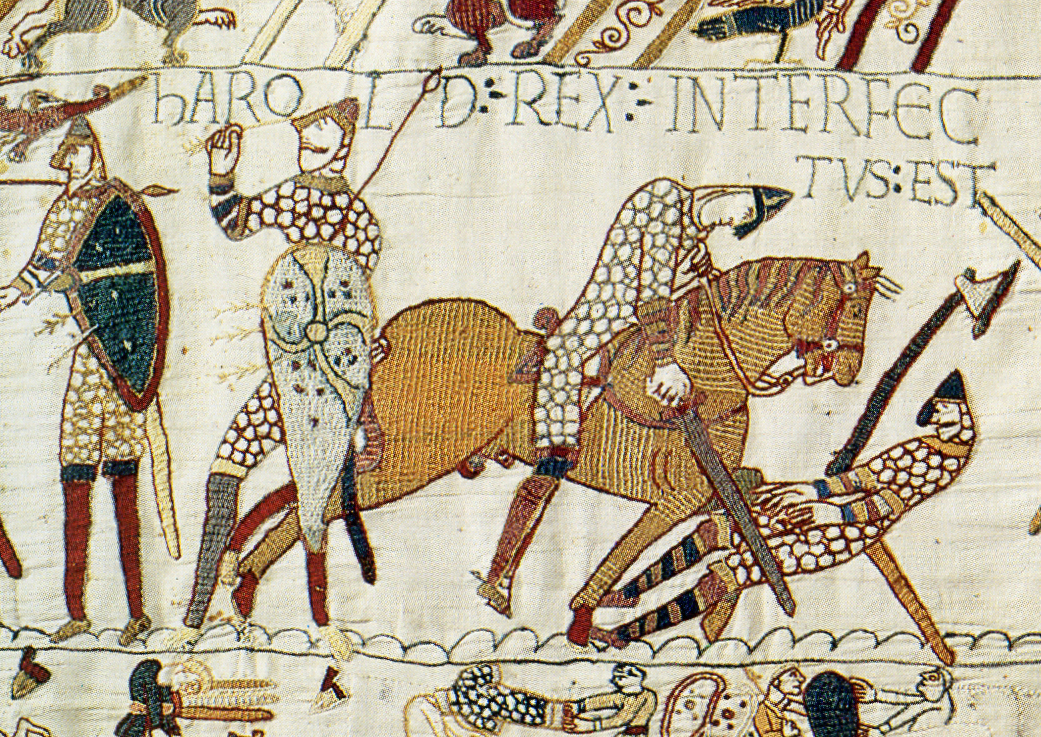
バイユーのタペストリーからハロルド2世の死

また、スペイン南部を侵攻したノール人たちは西フランク王国に侵攻、指導者のロロはシャルル3世と和睦し（サン＝クレール＝シュール＝エプト条約）、キリスト教に改宗、ノルマンディーを与えられ、911年にノルマンディー公国を建国した。彼の子孫に当たるギョーム2世は、イングランド王エドワード懺悔王没後、王位継承を主張し、1066年にイングランドを攻撃、ヘイスティングスの戦いでハロルド2世を破り、現在のイギリス王室の開祖となるノルマン朝を創始した（ノルマン・コンクエスト）。
加えてノルマンディー半島のヴァイキングは地中海に南下、ロベール・ギスカールは11世紀半ばには南イタリアを支配し、その弟ルッジェーロ1世は1071年にシチリア島を占領、ルッジェーロ1世の息子ルッジェーロ2世は対立教皇アナクレトゥス2世からシチリア王を認められた（オートヴィル朝）。
ニューファンドランドのヴァイキングの存在の証拠は、ヴァイキングの遺品と移住の痕跡の発見によって証明された。考古学者の合同チームはルーン文字の遺物を発掘したあと、1960年にはランス・オ・メドーでヴァイキングの村落を発見した。
ヴァイキングによるグリーンランドへの航海の緩やかな成功は島々の人口の当初の核を形成したが、移民は低調なままであった。ヴァイキングは後にヴィンランドもグリーンランドも放棄し、イヌイットと他のカナダ本土の固有の人々が居住するようになった。
ヴァイキングたちはこれらの植民を彼ら自身のホームランドの派生だと考えていたが、植民先が異世界であるという認識は移住先の先住民との相互の影響の後に生じた。

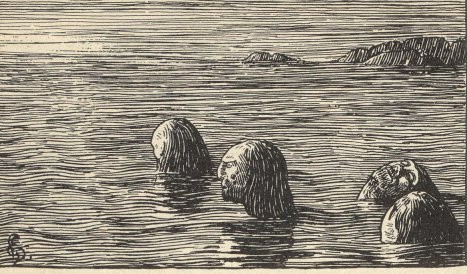
ノルウェーのキリスト教化に際し、オーラヴ1世は異教の男性祭司たちを縛り上げ、干潮時の岩礁に置き去りにした。彼らは緩慢かつ確実に溺死させられた。

### キリスト教化
ヴァイキングの信仰は多神教で、信仰する神々は雷神トール、地母神ネルトゥス、平和神フレイなど北欧神話と深く結びついていた。戦いに重きをおき、戦死者の魂は神話の館ヴァルハラに迎えられる栄誉に浴するものと信じられていた。スカンディナヴィアのキリスト教化はヨーロッパ主要部よりも遅れた。「北方の使徒」と呼ばれ、後にブレーメンの大司教となるアンスガルは、829年にデンマークへやってきたがここでの伝道は失敗しており、スウェーデンの地ビルカにてようやく歓迎を受けた。アンスガルはその後も850年代に再訪し、デンマーク、スウェーデンにて教えを説いたが、西欧諸国に在住している間に洗礼を受けた北欧人たちが多数帰還するにつれて徐々に浸透していった。デンマークでは青歯王ハーラルが980年頃にキリスト教を国教とした。しかしスウェーデンでは異教徒の抵抗に遭い、撤退した。
ノルウェーにおけるキリスト教化はホーコン1世の治世に始まった。オーラヴ1世やオーラヴ2世に代表されるように、ノルウェーでは支配者が国外へ遠征した際に帰依し、即位した後に率先して布教に努めるといった傾向が強かった。オーラヴ2世はイングランドの宣教師を自国に招きキリスト教の普及に尽力した。ノルウェーの異教からキリスト教への移行はほとんどイングランドの宣教師によって成された。王の洗礼とそれに続く国によるキリスト教化の政策により、伝統的なシャーマニズムは時代に取り残され、迫害の対象になった。スカンディナヴィア古来の伝統に則った祭（セイズ、古ノルド語: seid）を執り行うヴォルヴァ（古ノルド語: völva）たちは、11世紀から12世紀に興隆したキリスト教を信奉する為政者たちによって処刑されるか追放される憂き目にあった。
アイスランドは1000年にノルウェーからの圧力でキリスト教化した。施設の破壊を伴う強硬な布教は住民達に退けられたが、穏健な形での布教は受け入れられた。島内にキリスト教徒と異教徒の派閥が発生したため、王を戴かず合議制によって独立を維持するアイスランドの「共同体」としての国家運営に宗教問題は支障をきたす恐れがあった。そこでゴジ（首長）の一人リョーサンヴァトンのソルゲイル・ソルケルスソンに判断が委ねられた。彼自身は異教徒であったがキリスト教徒との付き合いも多く、中立的な見解を示されると期待されたからである。そしてソルケルスソンは全島民は改宗すべきであるという決断を下した。しかし古き信仰にまつわる慣習については、目に触れない範囲であれば行ってもよい（ただし見つかって「訴えられれば」処罰される）旨も取り決めの中に含まれていた。
スウェーデンのキリスト教化にはさらなる時間を要した。1008年頃スウェーデン王オーロフ・シェートコヌング（在位: 994年-1022年）が洗礼を受けたのが始まりだが、12世紀まで歴代の王がガムラ・ウプサラでの大犠牲祭の司祭を務めるなど、古来の慣習に則った宗教行事は11世紀の終わり頃まで地方の共同体で普通に行われ続けていた。1066年、短い期間で終息した内戦により、初めて国内における古来の宗教を執り行う勢力とキリスト教を支持する勢力の対立が浮き彫りになった。12世紀中頃にキリスト教勢力は大勝利を収め、1164年、異教の中心地ガムラ・ウプサラにのちにウプサラ大司教座に発展する教会を建設した。
スカンディナヴィアのキリスト教化はヴァイキングの時代の終わりとほぼ同時であった。ヴァイキングの共同体は、キリスト教に適応することによってヨーロッパ大陸の一層大きな宗教的文化的枠組みへと吸収された。

### 内乱の時代
11世紀中旬、ノルウェーではオーラヴ2世の義弟ハーラル3世が、デンマークではスヴェン2世がそれぞれ新王朝を興し、イングランドの制圧を試みたが失敗に終わり、北欧におけるイングランド侵攻は終息することとなった。1060年にはスキョル朝が滅び、同年ステンキルによって新しい王朝が開かれた。こうした各国の凋落、および王位を巡る角遂は国内に大きな混乱をもたらし、内乱の時代と呼ばれるようになった。また、ハンザ同盟や神聖ローマ帝国など、外部との深い関わり合いを持つようになったこともあって、北欧各国は社会・経済・政治が新しく生まれ変わっていく過程で大きな転換期を迎えることとなった。

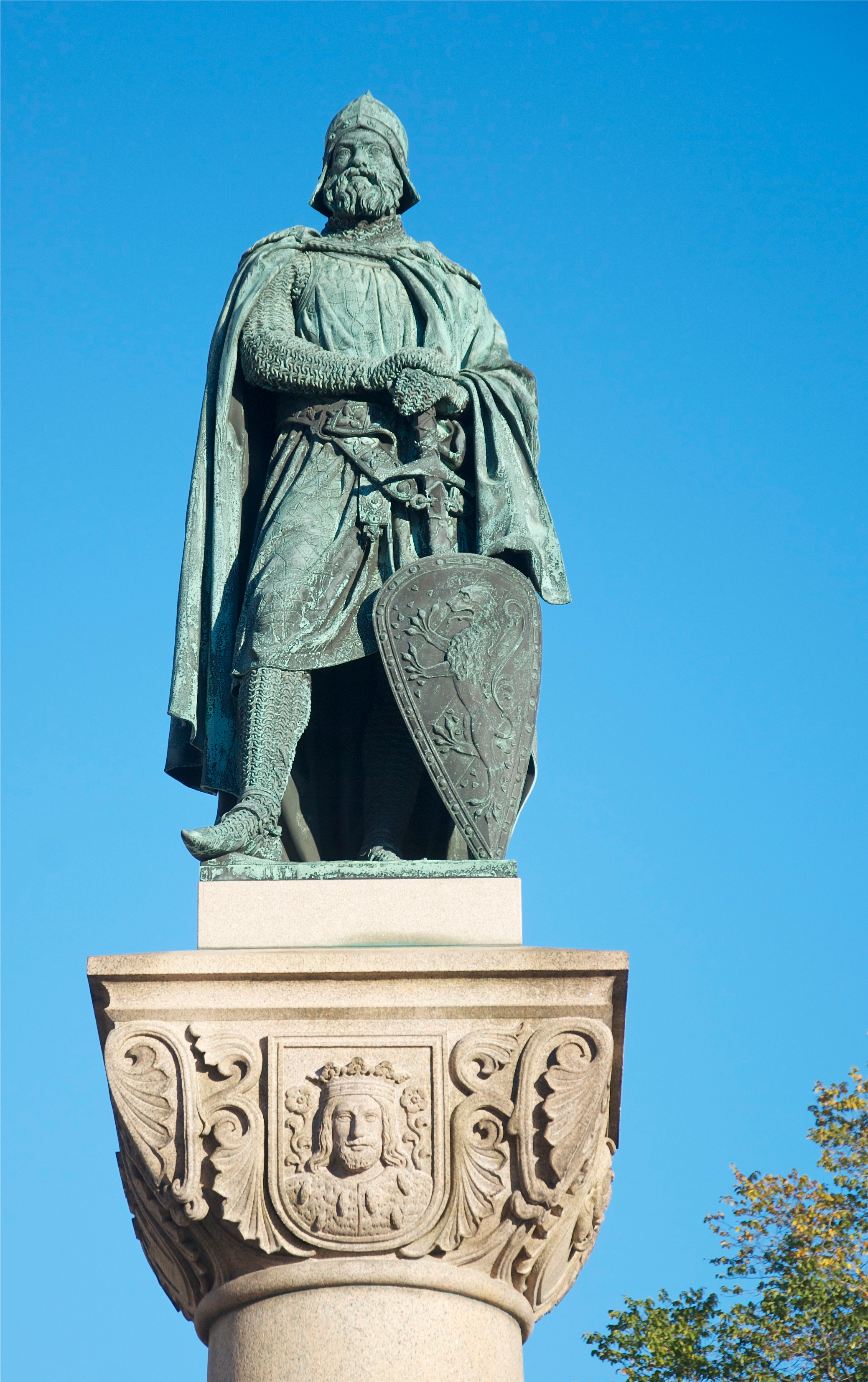
ビルイェル・ヤール
今日のストックホルムの礎を築いたことでも知られる

ノルウェーでは貴族たちは様々な党派に分かれてそれぞれが王族を擁して抗争を続けたことにより次第にその力を失い没落していった。貴族たちの旧領は国軍として創設された騎士たちに充てられるようになり、ホーコン4世の時代には騎士貴族が台頭するようになった。他方で、諸外国との親交も密に行われるようになり、中でも王女インゲビョルグがスウェーデン王子エリクとの間に儲けたマグヌス7世はスウェーデン、ノルウェー両国の王に推戴され、両王国連合の端緒を作った。

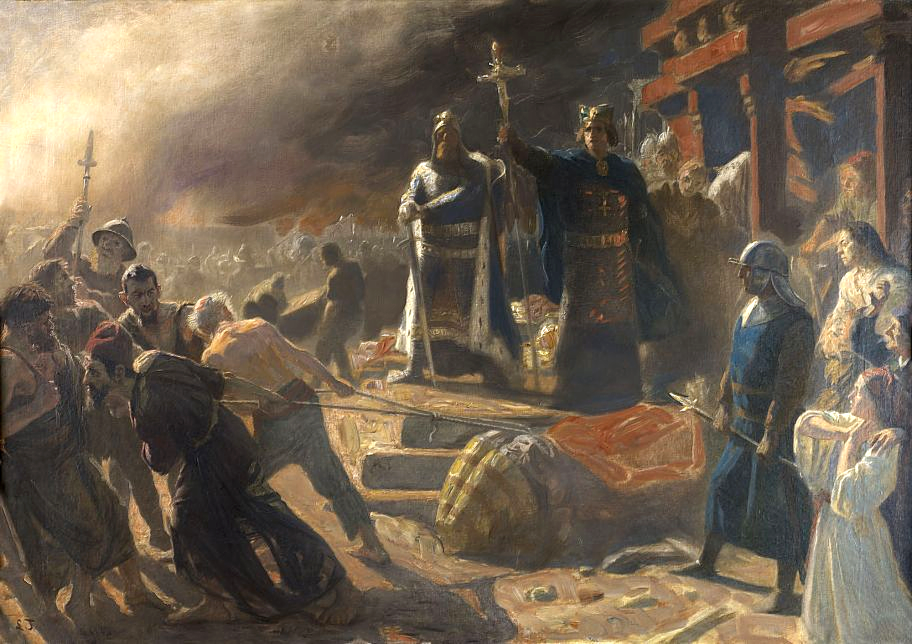
共闘してデンマークの国力拡充に努めたヴァルデマー1世と大司教アブサロン。

スウェーデンではステンキル朝が1122年に滅んだ後はスヴェルケル1世が王位に就くも1130年に暗殺、エリク9世が王位に就いた。1世紀に渡るスヴェルケル家とエリク家による凄惨な王位継承争いが続く中でフォルクング家が勢力を伸ばし、宰相であったビルイェル・ヤールはエリク11世の妹との間に儲けたヴァルデマールに王位を継がせて、1266年、フォルクング朝を興した。摂政となったビルイェルは地方法を廃して国法を定めて貴族の勢力を抑える傍ら、ハンザ同盟と友好関係を結び、王朝の基盤を固めていった。ヴァルデマール1世を廃した弟のマグヌス3世の時代に入るとフォルクング朝の勢力はより強大なものとなった。マグヌスは元老院を儲けて貴族や司教を政治に関与させるとともに職業軍人制を布いて騎士からなる国軍の編成を行って軍事国家としての体制を整えた。しかし、その後は再び王位継承権を巡った争いが勃発し、マグヌス3世の息子ビルイェルはノルウェー王であったマグヌス7世を迎え入れた貴族たちによってデンマークへと放逐されることとなった。
デンマークでは1076年にスヴェン2世が逝去するとその王位を巡って内紛が勃発し、加えてドイツ諸侯やヴェンド人、バルト海の海賊たちの襲来によって国力が大きく疲弊することとなった。1103年に大司教座がルンドに設置されると教会の政治力が増大し、国内の紛憂はさらに激化した。ヴァルデマー1世とアブサロンの登場により一時王族と教会が手を組み、国勢を盛り返した期間もあったが、後は続かず、1340年のヴァルデマー4世即位に至るまで内紛は続き、無政府・無秩序状態となって国家として解体寸前に陥るほどの追い詰められた状態にまでなっていた。
また、12世紀中旬、ドイツの商人たちはリューベックを拠点に北進を始め、スウェーデンのゴットランド島の商人たちを圧倒するようになる。12世紀末に島内にヴィスビューという都市を建設し、ここからさらにロシア貿易、ノルウェー貿易を開始した。13世紀末になるとドイツの商人たちが立ち上げた都市が互いに同盟を結ぶに至り、いわゆるハンザ同盟が結成されると、北欧に大きな影響を及ぼすようになる。北欧諸国はハンザ同盟勢力に対抗するため、法による規制をかけようとしたが、逆に経済封鎖による報復の憂き目に会い、これに屈服してしまうこととなった。ハンザ同盟は北欧の経済を牛耳るとともに様々な特権を獲得していった。こうした動向はドイツから多数の移住者を生み出すに至り、北欧諸国に様々なドイツ文化が流入する要因となった。

### フィンランドの属領化
700年ごろのフィンランドはフィン人同士による争いの絶えない地であった。原生国家は大きく三分され、南西部をスオマライセット、北東部をハマライセット、最北をカリアライセットがそれぞれ支配していた。10世紀ごろになると国際的な諸勢力との接触が認められるようになり、スウェーデンやロシアなどがこの地と住民の獲得に乗り出してくるようになった。1152年にはスウェーデンのエーリク9世による侵略が開始され、スオマライセットとの戦争が始まる。スウェーデン軍は破竹の勢いでフィンランドの地を制圧し、属領化に成功した。13世紀に入ると東方からノヴゴロド公国のフィンランド侵略が開始され、フィンランド・スウェーデン連合軍と衝突した。ノヴゴロド軍はネヴァ川にて連合軍を打ち破り、有利に戦いを進めたが、背後からモンゴル帝国による侵入があったため、戦争は膠着状態に陥り1323年には連合軍と和議を行い、カレリアの地をロシアとスウェーデンで二分することとなった。以降、フィンランドの地はスウェーデンの一州となり歴史の歩みを共にすることとなる（スウェーデン＝フィンランド）。

### 北欧連合

マルグレーテ1世
北欧三国をまとめてカルマル同盟を結び、デンマークを中心とする国家連合を成立させた

破綻寸前の国の王として即位したヴァルデマー4世はあらゆる手段を用いて諸外国に渡った国土を取り戻し、デンマークの復興に心血を注いだ。1360年にはスウェーデンの混乱に乗じてスコーネを占領し、翌年にはゴットランドのヴィスビューを降した。1365年にフォルクング朝を打ち倒したヴァルデマー4世はその勢いのままノルウェーのホーコン6世と共闘してスウェーデンに圧迫を加えたが、スウェーデンはデンマークの強大化を怖れるハンザ同盟や諸侯と提携してこれに対抗した。1370年、戦争はスウェーデン側の勝利となり、ハンザ同盟の大幅な特権を認めるストーラスンド条約の締結をもって終結した。しかし、増大するドイツ勢力たちに反感をもった民衆が蜂起し、デンマークへと支援を求めてきた。ヴァルデマー4世の娘であり、デンマーク、ノルウェーの実権を握っていた摂政マルグレーテ1世はこれを受け入れ、ハンザ同盟の傀儡となっていたスウェーデン王アルブレクトと対峙した。1389年、スウェーデンを破ったマルグレーテ1世は妹の孫にあたるポメラニア公国のエーリクをデンマーク・ノルウェーの両国王に推し、1397年、エーリクが両国王へ即位した。翌年には国内の貴族たちをカルマルへ集め、三国が一人の君主を擁くことを取り決め、カルマル同盟を成立させた。これにより北欧三国は欧州最大の王国となった。
カルマル連合はデンマークを主体に運営を行っていたが、スウェーデン軽視の体制を布くエーリクに不満を抱いたスウェーデンが1434年に反乱を起こすと、1436年にはノルウェーにおいても反乱が勃発した。クリストファ3世が即位する頃には国家連合は名ばかりのものとなり、1448年にクリスチャン1世が即位するとスウェーデンは摂政としてカール8世を擁立して政治運営を行うようになり、実質的に連合を脱した。1520年、デンマークのクリスチャン2世は王権強化を目指してスウェーデンを攻撃し、スウェーデンの独立党派を惨殺する（ストックホルムの血浴）。これが発端となって1521年、グスタフ・ヴァーサを指導者とした大規模な反乱が発生した。クリスチャン2世は戦費を捻出するため、貴族諸侯に対して重税を課したが、これを不服としたユトランドの貴族たちも蜂起したため、クリスチャン2世は国外へと逃亡した。1523年にはデンマーク・ノルウェーの王としてフレゼリク1世が即位したが、スウェーデンは完全に独立し、反乱軍を主導したグスタフ・ヴァーサをグスタフ1世として即位させた。

## 近世

### 宗教改革

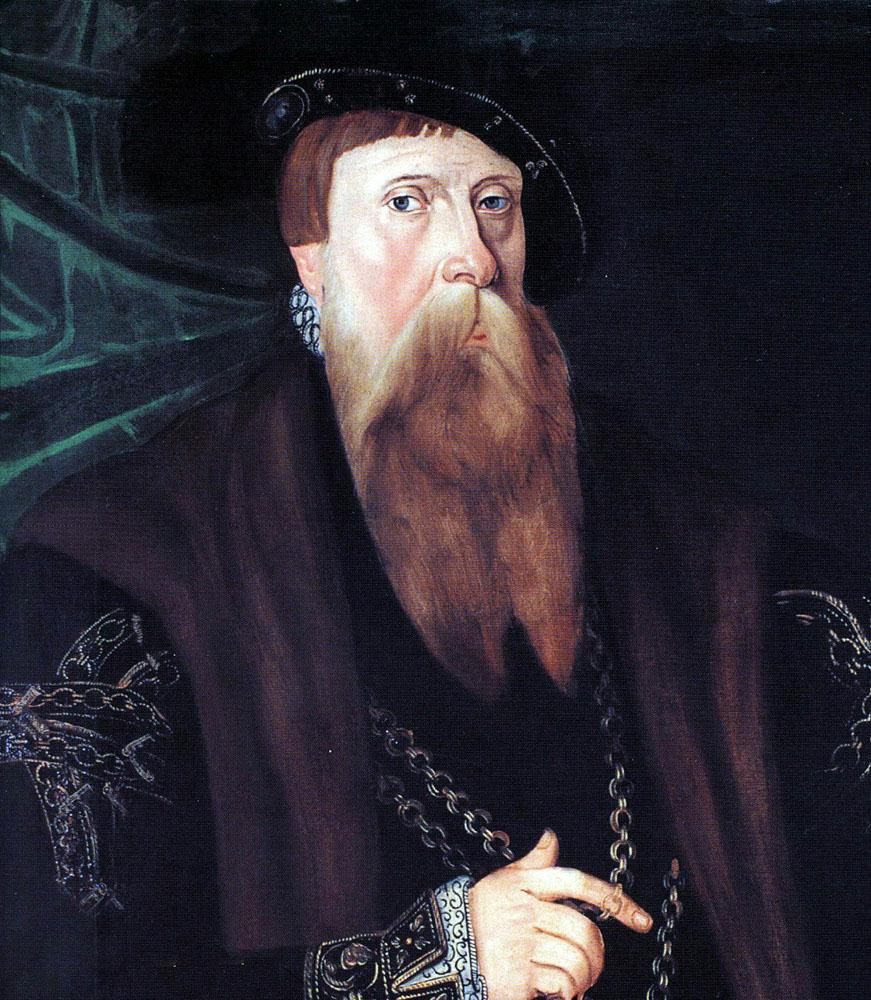
グスタフ1世

1517年、ドイツのマルティン・ルターが95ヶ条の論題を発表したこともあり、グスタフ1世が即位した1523年当時、周辺諸国では宗教改革の機運が高まっていた。グスタフ1世はこれに乗じて寺院や修道院から領地を没収せしめ、内政の刷新と財政基盤の強化に取り組んだ。また、国内の治安を良化するため、騎士の雇い入れ、海軍の増強とともに志願制の歩兵隊を創設して大規模な国軍を編成した。並行して諸外国から鉱業、農業などの技術者を多数招聘して国内へ普及させ、ハンザ同盟に対抗するためオランダの商人に通商上の特権を与えるなど経済、産業の発展にも力を注いだ。また、外交面ではグスタフ1世はデンマークの王位継承戦争である伯爵戦争に介入し、ハンザ同盟の勢力削減に成功した。伯爵戦争後のデンマークではクリスチャン3世が権力を掌握、ノルウェーは一地方に転落し（デンマーク＝ノルウェー）、宗教改革が行われた。
グスタフ1世、クリスチャン3世の時期には、スウェーデン、デンマーク間では平和が訪れたが、クリスチャン3世が1559年にグスタフ1世が1560年に亡くなると、両国は北海、バルト海の覇権を巡り宿敵の関係となっていった。国内体制の整備が進むにつれてスウェーデンは領土的野心を抱くようになり、次代のエリク14世は1561年、エストニアに兵を派遣してその領有に成功する。1563年にはデンマークに宣戦し、北方七年戦争が開戦した。この戦争は1570年のヨハン3世の時代に終結し、デンマークとの間でシュテッティンの和約が締結された。ヨハン3世の推戴によってポーランド・リトアニア共和国の国王に就いていたジグムント3世がスウェーデン国王に即位すると元老院との間に亀裂が生じ、1599年に退位させられる。1604年にはこの動きを主導したカール9世が即位したことにより、スウェーデン・ポーランド戦争へと発展していった。

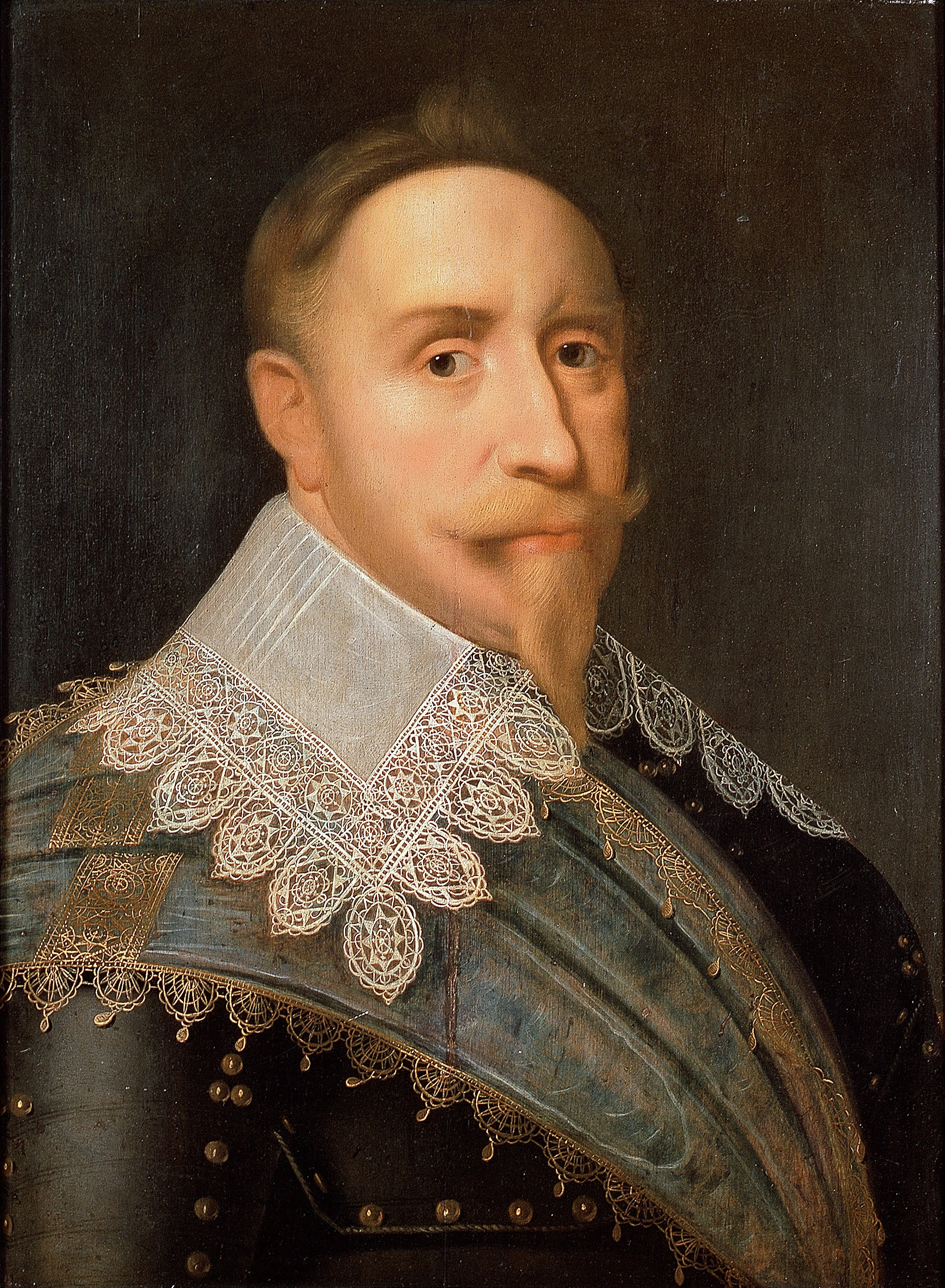
「北欧の獅子」グスタフ２世1632年のリュッツェンの戦いにて戦死を遂げた

1611年、カール9世の死後、その息子であるグスタフ2世アドルフが即位する。グスタフ2世アドルフは先代が始めたロシアやデンマークとの戦争を巧みに終結させるとその戦力をポーランドに集中させ、1629年にはスウェーデンに有利な条件での講和条約（アルトマルク休戦協定）を締結することに成功する。他方、スウェーデンとの戦争が終結したデンマークのクリスチャン4世は、新教派の盟主という名目の下、1625年に三十年戦争へと参戦する。雄飛の野心に燃えていたクリスティアン4世であったが、ティリー伯との戦いに敗れ、1629年にはリューベックの和議によってドイツへの不介入を約束することとなった。ポーランドとの問題が解決し、デンマークと入れ替わるように三十年戦争へ介入を始めたスウェーデンは1630年にポメラニアに上陸し、シュチェチンの占領に成功する。ティリー伯が起こしたマクデブルクの惨劇を受けて奮起したスウェーデン軍は連戦連勝を重ね、1632年のレヒ川の戦いにてついにティリー伯を打ち倒した。同年のリュッツェンの戦いにおいてグスタフ2世アドルフが戦死するもスウェーデン軍は快進撃を続け、帝都ウィーンに迫る形勢を示した。
これを見て北欧の覇権がスウェーデンに移ることを危惧したクリスチャン4世は様々な手段を用いてスウェーデン遠征軍の妨害を試みた。こうした行為に憤激したスウェーデンは1643年、デンマークに対して宣戦しユトランド及びスコーネへ進軍した（トルステンソン戦争）。1645年、ブレムセブルー条約の締結に至ったこの戦争はサーレマー島、イェムトランド、ヘリエダーレン、ゴットランドをスウェーデンに割譲する結果となっている。スウェーデンはさらに1648年のヴェストファーレン条約によってブレーメン教会領や西ポメラニアなどを獲得し、名実共に宿願であったバルト帝国を築き上げ、欧州列強に名乗りをあげることとなった。

### 絶対王政の確立

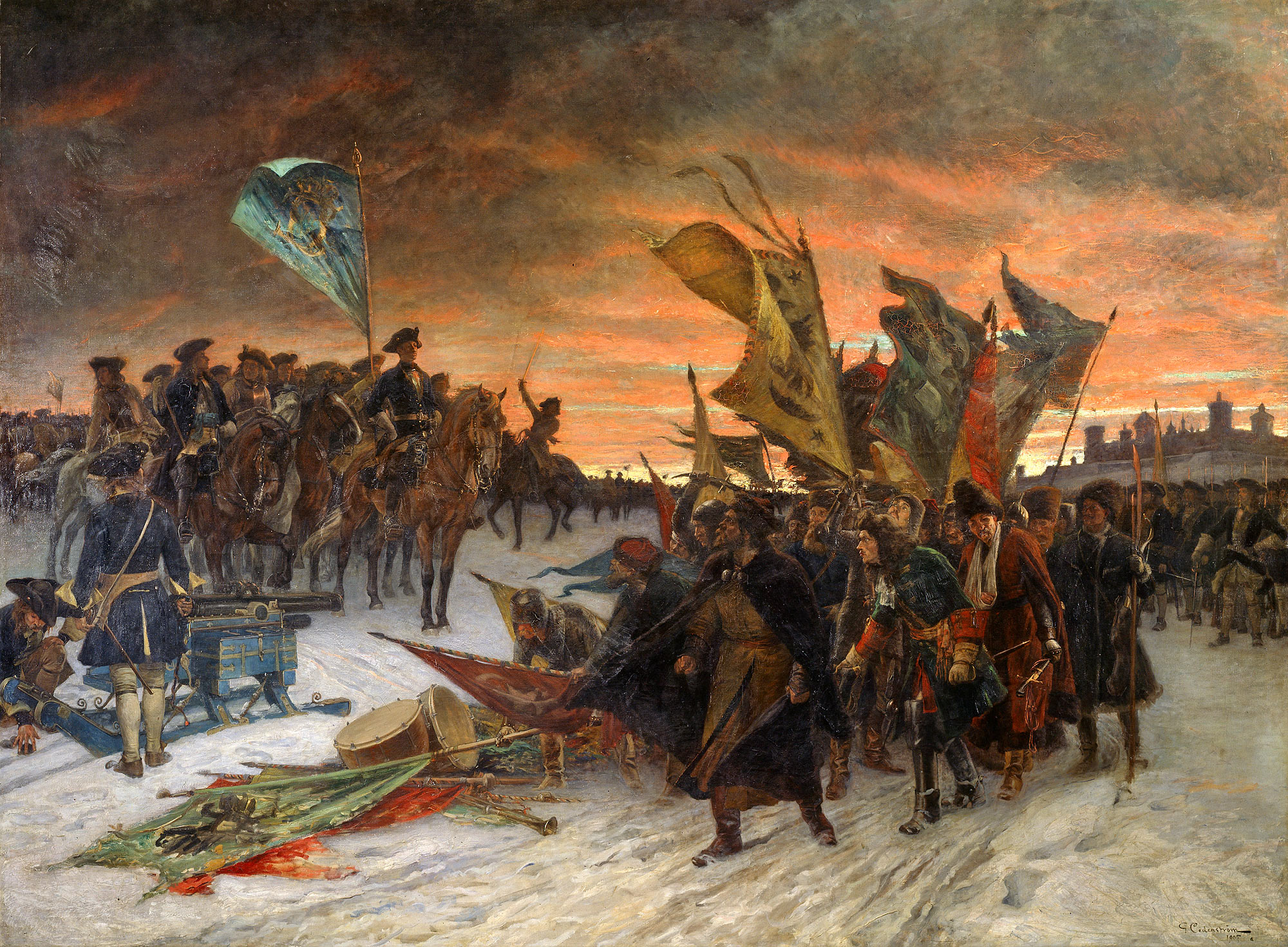
北欧の覇権をかけた大北方戦争
（ナルヴァの戦い）

1654年、スウェーデンの王位に就いたカール10世はポーランドとの因縁の解消を目的として北方戦争を開始した。これを目にしたデンマークのフレデリク3世は失地奪還の絶好の機会とみなし、1657年スウェーデンに対して宣戦しブランデンブルク選帝侯フリードリヒとともにカール・グスタフ戦争を開始した。しかし、カール10世はポーランドから転進してユトランドへ攻め入り、翌年にはシェラン島に上陸、ロスキレの和議を締結したことにより、スウェーデンはスコーネ、トロンハイム、ブレーキンゲなどの地域を獲得した。しかしオランダやブランデンブルクがデンマークに助勢したため戦局は滞り、1660年の持久戦の最中にカール10世は病没した。カール10世の死を受け、フランスやイングランドなどが仲介に入ったことでスウェーデンはオリヴァ条約とカディス条約で各国と講和、カール・グスタフ戦争を含む北方戦争は終結をみた。相次ぐ戦争によりスウェーデンの財政は逼迫し、膨れ上がる戦費を賄うためにスウェーデンは貴族に国土の売却を行っていた。こうした問題を解決するため、1672年に親政を始めたカール11世は、先の戦争における貴族たちの失政を厳しく追及し、土地貴族の勢力の減殺に動いた。1680年、1682年、1686年と度々土地改革法を制定し、多大な所領の回復に成功すると王権はますます強大になった。北方戦争後のスウェーデンは国力が低下し、スコーネ戦争などで苦戦を強いられたが、フランスの助勢と外交面での改善もあって戦後、財政と軍事の復興に成功し、国力の回復とともにバルト海の権益も元に服すこととなった。
一方、デンマークはクリスチャン4世の即位以来弱体化の一途を辿り、国威は大いに失墜した。しかし内政面から見ると貴族に圧迫を加え、産業の振興に尽力したクリスティアン4世の人気は高く、同様の政策を執ったフレデリク3世も市民の支持を得た。これを背景として国会で市民出身議員および聖職者出身議員と提携して王権強化を画策し、1660年には国王の絶対主権を呈上するに至った。これにより選挙王制は撤廃され、デンマークの絶対王政が確立した。フレデリク3世は国内体制の刷新をはかり、国力の充実に尽力し、続くクリスチャン5世もこの方針を引き継いた。クリスチャン5世はスウェーデンへの報復を行い、スコーネ戦争で優位に立ちながら勝利することが出来ず、その後のデンマークは平和を維持した。次に即位したフレデリック4世はスウェーデンからの覇権奪還を目指し、1699年、ロシアのピョートル1世、ポーランドのアウグスト2世とともに反スウェーデン同盟を結ぶに至った。
1700年、フレデリック4世はスウェーデンのカール12世に対して宣戦し、ピョートル1世率いるロシア軍はイングリアに攻め入り、アウグスト2世率いるザクセン軍はリヴォニアに攻め入り、大北方戦争が開戦した。カール12世は1700年にデンマークを降し、1706年にポーランドとアルトランシュテット条約を締結し、ポーランドを従属国にするなど奮戦したが1709年のロシア遠征（ポルタヴァの戦い）で敗戦を喫すると戦況は徐々に傾いていき、1714年にはロシアによってバルト海の制海権を奪取されるに至った。これに乗じるようにプロイセン王国、ハノーヴァー朝、ポーランド王国などが相次いでスウェーデンに宣戦し、デンマークも戦線復帰するなどスウェーデンは四面楚歌に陥ってしまう。スウェーデンはデンマークを撃退し、ノルウェーに侵攻して都市を占領するなどして奮闘を見せたが1718年、カール12世が戦死すると国内には反戦勢力の声色が強まり、次代女王エレオノーラは各国との戦争終結に向けて行動を起こした。1719年から1720年にかけてのストックホルム条約及び1721年のロシアとの間にニスタット条約が締結されたことをもって大北方戦争は終結を見た。スウェーデンが保持していたバルト海東岸の権益はそのほとんどが消滅、またその貿易もグレートブリテン王国やロシア帝国の手に移ったことで一時代を築き上げたバルト帝国は完全に崩壊した。デンマークも覇権奪回を目指したが、欧州の列強となったロシアによって北欧の覇権を打ち立てられることとなった。しかし勢力均衡が重視された結果、「デンマーク＝ノルウェー」、「スウェーデン＝フィンランド」は維持された。デンマークはロシアなど列強国との関係を深め、スウェーデンを牽制し、平穏な18世紀を迎えている。一方スウェーデンはフランスなど西欧との関係を深め、「自由の時代」が開始された。大北方戦争後の北欧は新たな時代へと移ったが、ヨーロッパの勢力図は再編された。この結果、北欧は欧州列強の影響下に置かれることとなった。

### 植民地化政策
スウェーデンとデンマーク両国は、17世紀から20世紀にかけてスカンディナヴィア半島以外に多くの植民地を持っていた。デンマークは北大西洋にグリーンランドとアイスランドを持っていた（両地域はヴァイキング時代の名残であり、アイスランドはノルマン人によって植民され(アイスランド人)、グリーンランドの植民地化は18世紀に開始されているが、それ以前はノース人による植民地化が試みられていた）。デンマークは西インド諸島のセント・トーマス島を1671年、セント・ジョン島を1718年手に入れ、さらにセント・クロイ島をフランスから1733年に購入した。デンマーク（デンマーク東インド会社）はさらにインドのトランケバールも植民地とした。スウェーデンもまたスウェーデン東インド会社を設立した。デンマーク、スウェーデンそれぞれの東インド会社は、イギリス東インド会社より多くの茶を輸入した。そしてそれらの90%がイギリスへ密輸され大きな冨を得た。両東インド会社はナポレオン戦争の際に解散した。スウェーデンはアフリカや北アメリカ大陸にも短い間の植民地を得て、（スウェーデン西インド会社）によって、1784年-1878年の間、サン・バルテルミ島をそしてカリブ海のグアドループ島を植民地としていた（フィンランドも古くからのスウェーデンの植民地であり、スウェーデン系フィンランド人を形成していた）。

### 啓蒙主義の時代

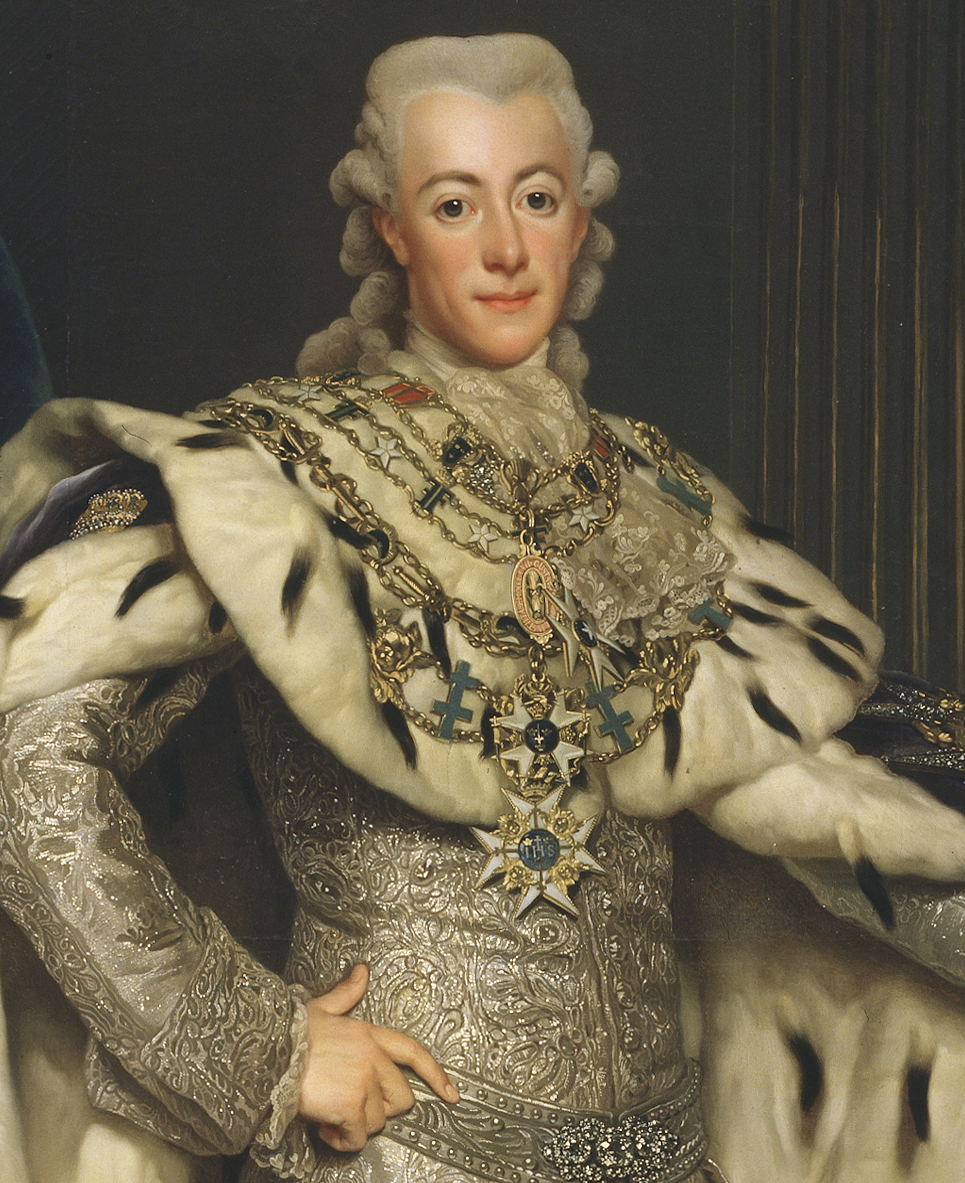
グスタフ3世

同時にヨーロッパでは啓蒙思想や自由主義が叫ばれる時代へと突入していき、北欧でも絶対王政に対する批判と君主制と民主制を調和させた新しい政体が求められるようになっていった。スウェーデンでは1719年に新憲法が制定されると国会が国家の最高機関と位置付けられるようになり、王権は著しく制限された。国会が実権を持つようになると代表者たちは党派を形成するようになり、親英露政策を取るナット・メッサ党と親仏政策を取るハット党が誕生した。しかし、アドルフ・フレドリク王の末年に入ると2党の政争は益々激化し、国民からは政権争奪を中心に添えた政治の在り方に疑義が持たれるようになった。こうした世論を受けてグスタフ3世は即位した翌年の1772年に元老院と国会に武威を示して新憲法を承認させ、再び絶対王政を布き政党の活動と国会を抑圧した。1788年、グスタフ3世はロシアが対トルコ戦に忙殺されている間隙を縫っての遠征を企てる。これを見たデンマークが再びスウェーデンに宣戦してスコーネに進軍を始めたがグスタフ3世は1789年にこれを撃退、その勢いのままフィンランド湾の海戦にてロシア艦隊を撃破し、スウェーデンの勢威を示すと共にさらなる王権の強化に成功することとなった。

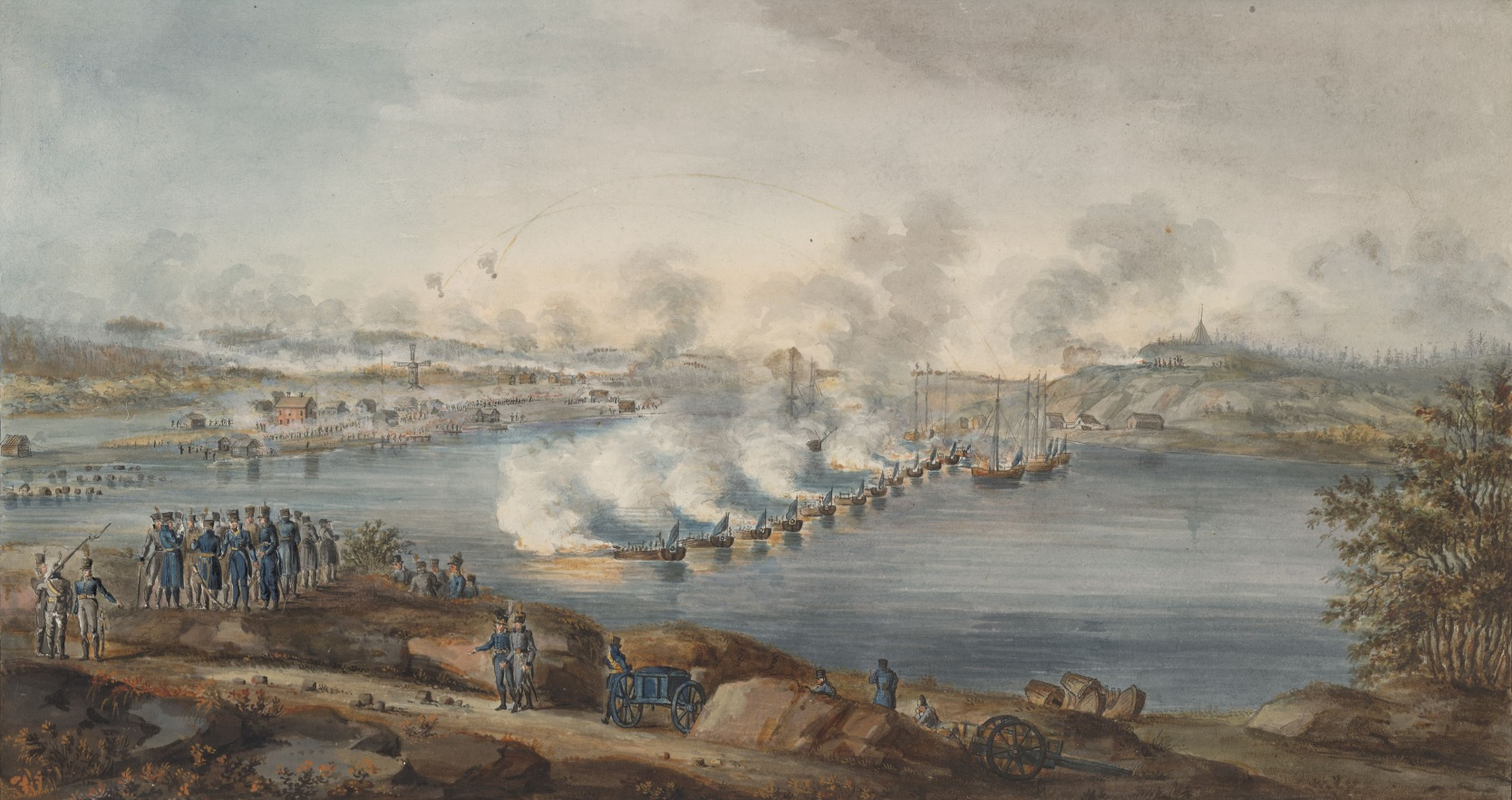
第二次ロシア・スウェーデン戦争（フィンランド戦争）フィンランド及びオーランド諸島はロシアに割譲されることとなった

しかし1792年、グスタフ3世の施政に異論を持つ貴族に暗殺されグスタフ4世が王位に就くと国際情勢は一変し、1809年の第二次ロシア・スウェーデン戦争においてロシアによってフィンランド全地域を占領されるに至った。同年、スウェーデンの無力に絶望したフィンランドはロシア皇帝をフィンランド大公に戴くことを国会で決議し、ロシアへの服属を誓った。グスタフ4世はこの敗戦の責任を問われて廃位されるとカール13世がその王位に就いた。カール13世はフィンランドにおけるロシアの軍事力排除は困難と判断し、ロシアとフレデリクスハムンの和約を締結してフィンランドおよびオーランド諸島をロシアへ割譲した。啓蒙思想が広がる中で絶対王権の国家体制を取り戻そうとしたスウェーデンのこの時代をグスタフ時代と呼称する。

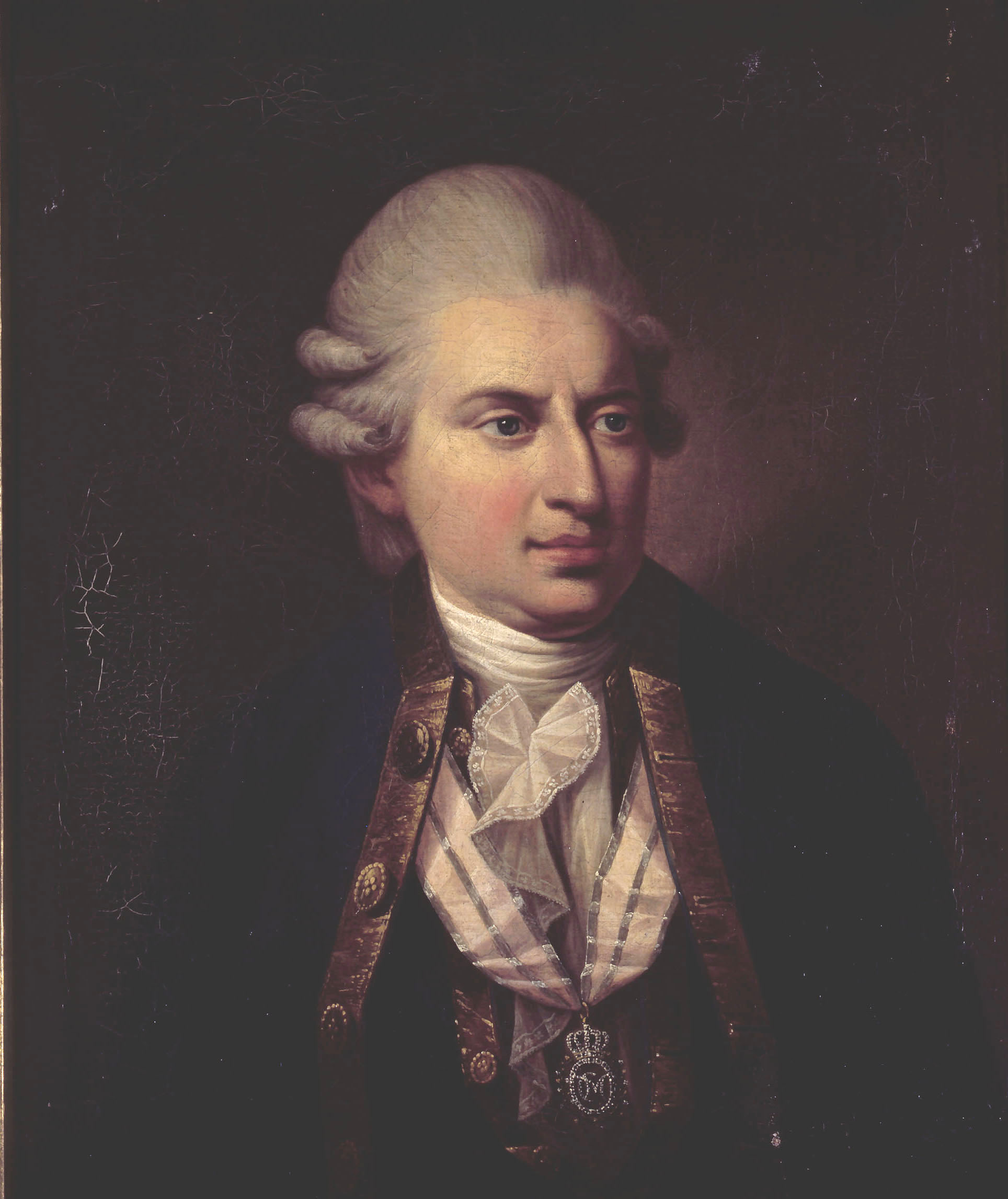
数々の改革を断行したストルーエンセ
クーデターにより死罪となったが、その多くの改革は彼の死後に実現に至る

一方でデンマークは1720年にスウェーデンと講和条約を締結するとフレデリック5世は歌舞やスポーツを奨励して文化的発展を促しただけでなく、通商に留意して輸入制限を設けることで国内産業の振興に努めるなど、再び平和政策に転じるようになった。クリスチャン7世が王位に就くと、1770年、后のキャロライン・マティルダによって見出されたドイツ人のヨハン・フリードリヒ・ストルーエンセが宰相に任じられ、ルソーの啓蒙思想に倣った多くの改革が断行された。しかし、デンマーク語を解さないドイツ人宰相によって猪突的に実施された諸改革は周囲に猛烈な反抗を引き起こし、1772年には神学者グルベアを中心とした反改革派によるクーデターが勃発した。グルベアは同年に宰相に就任するとストルーエンセの諸改革を抹殺し、保守的な政策を十余年継続した。1784年、フレデリック6世が王位に就くと啓蒙主義的な貴族の支援のもとに農奴制の廃止などの一大改革が断行され、デンマークは近代国家への道を歩み始めた。
また、1661年以降、同君連合国という名の下に実質的なデンマークの隷属国としてその歴史を歩んできたノルウェーでは、ストルーエンセによって啓蒙思想が持ち込まれたことをきっかけに独立の機運が高まった。1784年にフレデリック6世により改革新政が布かれると市民勢力を中核とする独立運動が益々増大し、ブルンの独立歌が街中の至るところで歌われるような状況になった。しかしながら武装中立同盟によってイギリスとの対立が深刻化し始めていたデンマークのあおりを受けてノルウェーの商船が度々拿捕され、貿易停止と海岸の封鎖によって食糧難に陥ってしまう。1814年、スウェーデンとデンマークの間でキール条約が締結されるとノルウェーの主権はスウェーデンへと移った。ノルウェーはこの併合を承認せず、クリスチャン・フレデリクを王に立てて独立を標榜した。これを受けてスウェーデンのカール・ヨハンはノルウェーへ侵攻し、1814年に武威を示してノルウェー国会にスウェーデンとの同君連合を承認せしめ、ノルウェーの独立運動は空しい結果に終わることとなった。

## 近代

### ナポレオン戦争

コペンハーゲンの海戦

スカンディナヴィアはナポレオン戦争中に分割された。スウェーデンはナポレオン・ボナパルトに対抗するために1805年第三次対仏大同盟に参加したが、この同盟からはロシアが離れてロシアはスウェーデンからフィンランドを奪った（フィンランド戦争）。この時に子がなかったカール13世は、フランスのベルナドット元帥（後のカール14世）を次の王位継承者とすることを同時に決めた。ベルナドットはナポレオンの初期からの将軍の1人だったが1813年から1814年にかけてフランスと戦うことを決断した。このとき、スウェーデンのメルネル男爵はこの若い将軍を王太子とすることを提案した。
デンマークの港がイギリス海軍に封鎖されるとデンマーク=ノルウェーは紛争に巻き込まれた。イギリス海軍はコペンハーゲンの海戦でデンマーク艦隊に攻撃を仕掛け、さらに1807年には市街地に艦砲射撃を加えた。1801年、デンマーク艦隊は大きな損害を受けたが再建され1807年には再度捕獲または撃沈された。生き残ったデンマーク艦隊とイギリス海軍の間には続く数年間にBattle of Zealand Point、Battle of Lyngør、Battle of Anholtが起き、イギリス海軍の封鎖突破を試みてGunboat Warが起きた。戦後、デンマークはヘルゴランド島をイギリスに、ノルウェーをスウェーデンに割譲した。
1808年2月から1809年9月までスウェーデンとロシア帝国がフィンランドを舞台に戦争した。この戦争の結果、スウェーデン領の東部地域を形成していたフィンランドはロシア帝国内の同君連合として自治権を持つフィンランド大公国になった。フィンランドは1917年までロシア帝国の一部であり、その後独立した。またスウェーデン議会が新憲法と新王室の議案を採択しベルナドッテ朝が誕生した。
1814年1月14日、キール条約でノルウェーはデンマークからスウェーデンに割譲された。ノルウェー人は、自ら運命を決定しようと、エイッツヴォルにおいて憲法制定議会を開催し、5月17日にノルウェー憲法を制定した。この議会において、ノルウェー副王であったデンマークの王子クリスチャン・フレデリクが国王に選出された。
スウェーデン王及び列強はノルウェー独立の正当性を否定し、7月27日に軍事行動を開始して、ヴァーラー諸島とフレデリクスタードを攻撃した。スウェーデン軍は兵力・装備・訓練のいずれにおいても勝り、またナポレオン麾下の将軍で、新たにスウェーデン王太子に選出されていたジャン・バティスト・ベルナドット（カール14世ヨハン）に率いられていた。短い戦闘の後、スウェーデン軍が決定的な勝利を収め、8月14日にモス条約が締結され決着した。
和平条約においてクリスチャン・フレデリクは、スウェーデンがノルウェーの民主的憲法と緩やかな同君連合を受け入れるならば、自らはノルウェー王位の主張を放棄し、デンマークへ帰国することに同意した。ノルウェー憲法は有効とされ、軍事と外交が両国の共同で行われることとなった。これはノルウェー側にとっては好条件であったが、ヨーロッパはまだナポレオン戦争が決しておらず、スウェーデン側にとって情勢はまだ不安定であったことも原因であり決着を最優先としていたためであった。
1814年から翌1815年のナポレオン戦争の講和会議であるウィーン会議では、北欧での結果がそのまま反映されその後のウィーン体制として帰結した。フィンランド大公国はロシアと、ノルウェーはスウェーデンとの同君連合として承認されたが、スウェーデン領ポメラニアはプロイセンに割譲された。デンマークは代償としてザクセン＝ラウエンブルクが与えられた他、アイスランド、グリーンランドなどの植民地はデンマーク領として残された。

### 北欧諸国の近代化

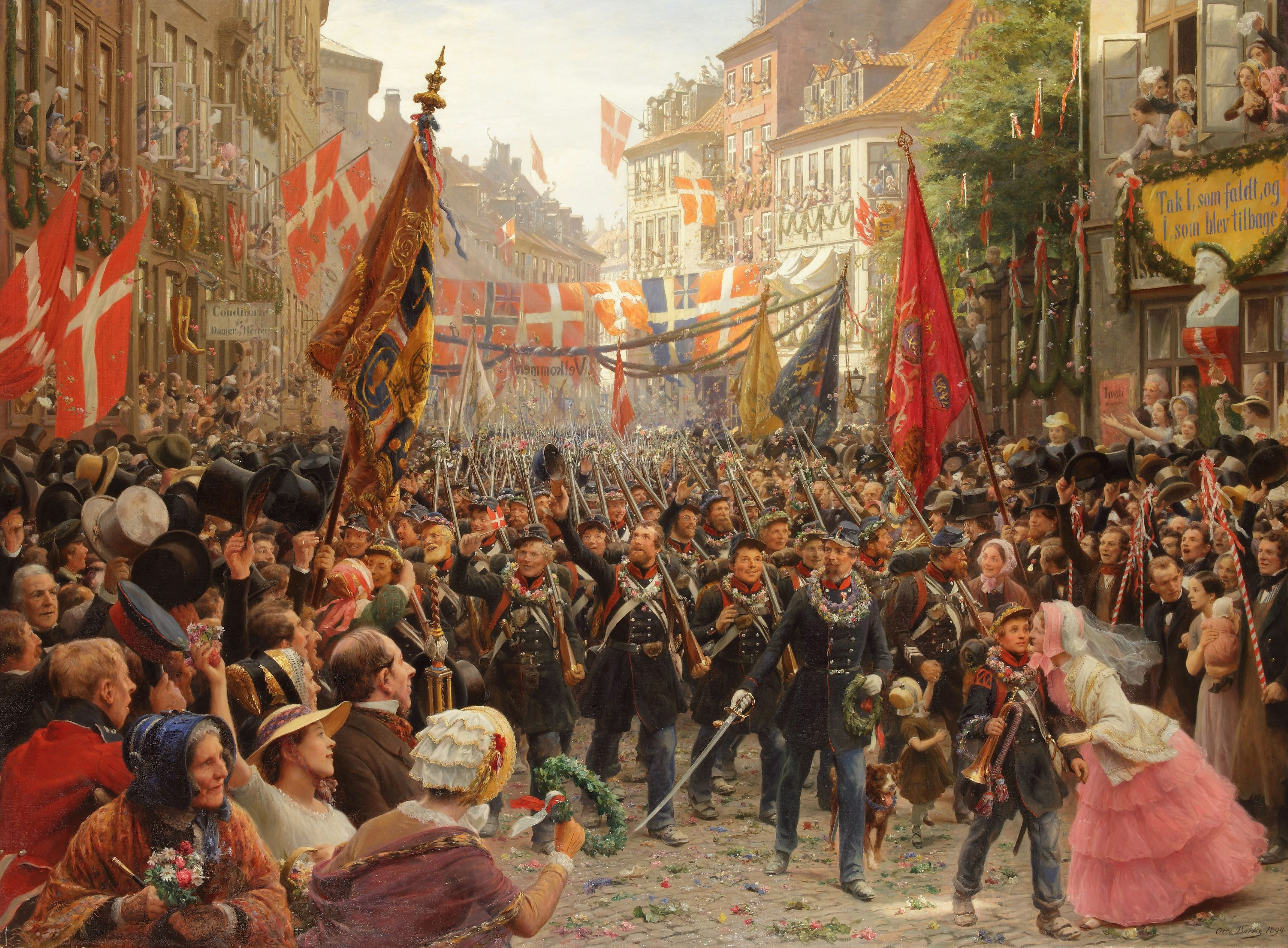
シュレースヴィヒ＝ホルシュタイン問題を発端に勃発したデンマーク戦争
上記は反乱を鎮圧し、コペンハーゲンに帰還したデンマーク軍

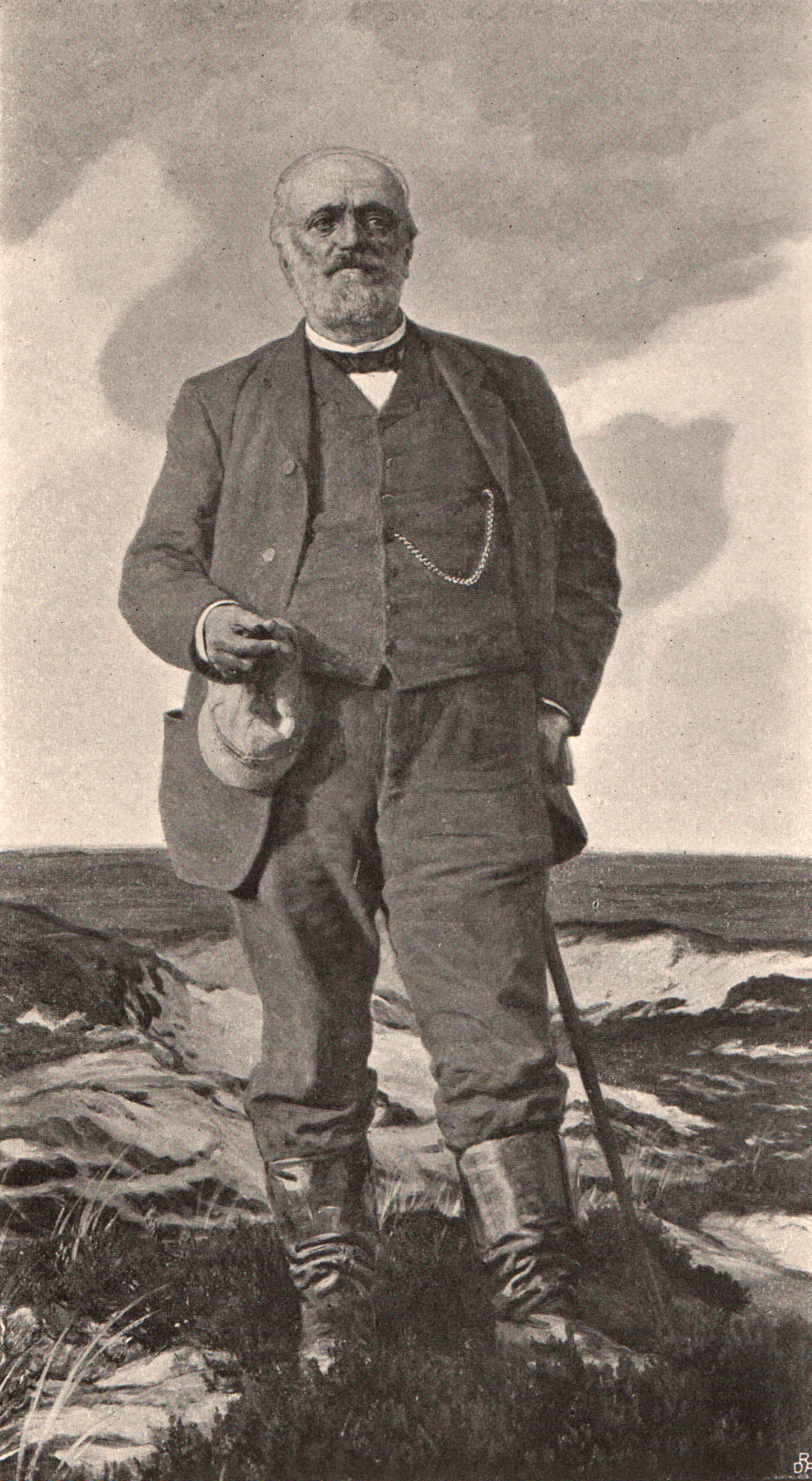
エンリコ・ダルガス

デンマークの啓蒙思想的改革を遂行したフレデリック6世はナポレオン戦争の後、著しく減衰した国力の回復に注力したが再興は容易ではなかった。通商政策に阻まれて主力であった穀物を中心とした輸出産業がままならなくなり、商工業の疲弊と不振を招いた。しかし、1830年代に入り西欧諸国の産業革命が進行するに従って穀物価格の高騰が発生し、デンマークの経済も回復の兆しを見せるようになった。生活が豊かになるにつれて勢力を伸張させていった国民たちは団結意識に目覚めるようになり、1842年には国民自由党を、1846年には農民党を結成するに至った。国民主義、自由主義の機運が高まっていく時代の流れを明察したクリスチャン8世は自由憲法の制定の必要性を感じ取っていたが、同時に湧き上がったシュレースヴィヒ＝ホルシュタイン問題の解決に力を割かれたため、彼の在位中に実現には至らなかった。1848年にフレデリク7世が即位するとシュレースヴィヒがデンマーク領であることが宣言された。ホルシュタイン公国はこの宣言に対して反乱を起こし、キールに臨時政府を設けて独立を宣言した。デンマークが反乱の鎮圧に動くと臨時政府はドイツ連邦に援けを求めたため、これを契機にデンマークとプロイセン王国との間でデンマーク戦争が勃発した。戦況はプロイセン優位で進んでいたがロシアやイギリスの介入により膠着状態に陥り、1852年にロンドン議定書が取り交わされ、一応の決着を見た。しかし、クリスチャン9世が即位すると特別憲法を制定してシュレースヴィヒ、ホルシュタイン両国の併合を画策したため、再び反乱が勃発し、これを支援するプロイセン、オーストリアとの間で第二次デンマーク戦争に発展した。プロイセンのオットー・フォン・ビスマルクの外交政策によりデンマークは孤立化し、1864年、両国に関する一切の権利を破棄するウィーン条約が締結され、一連の問題の終結を見た。
シュレースヴィヒ、ホルシュタインを失ったデンマークは、「外に失いしものを内にて取り戻さん」の言葉に象徴されるように、未開のユトランド半島北部の開拓に乗り出した。軍人のエンリコ・ダルガスは1866年デンマーク・ヒース教会（da）を設立し、ヒースに覆われたユトランド半島北部に植林を行い、沃野にし、経済復興を促した。また、教育制度の進展、農民のための貯蓄銀行の設立などはデンマークの経済発展を促した。1870年代にはアメリカ合衆国の安価な穀物に負け危機になったものの、イギリスの酪農製品の需要の高まりに応じ、穀物から酪農への産業構造の転換を行い、国民所得は増加し、1890年代の第二次産業革命に繋がるのであった。

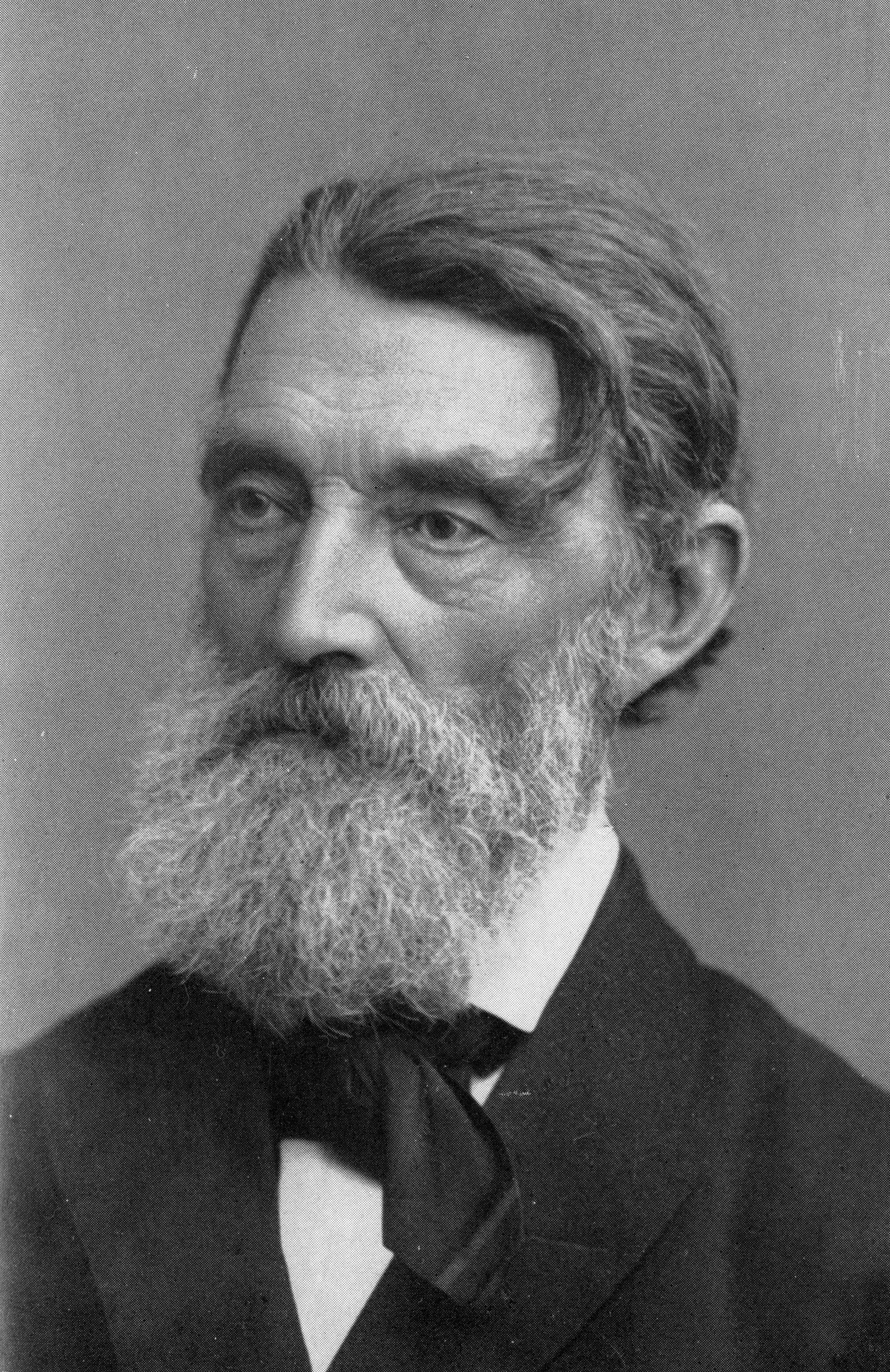
ヨハン・スヴェールップノルウェーの民主化を推し進めた自由党の初代党首

スウェーデンでは1809年のカール13世の即位と共に立憲君主制を規定した新憲法が制定され、民主化が大きく前進したが、戦争の爪痕は深く、厳しい状況にあった。1818年に即位したカール14世はこうした国内経済の建て直しと緊張していた国際関係の円滑化に尽力し、1830年代に入るころには景気が徐々に好況を示すようになった。オスカル1世もカール14世の方針を引き継いだ治世を行い、ギルドの廃止、自由貿易の認可、民間銀行法の設立など、前近代的で産業の発達を抑制するくびきとなっていた障害の排除に乗り出し、民主化を一層推し進めた。

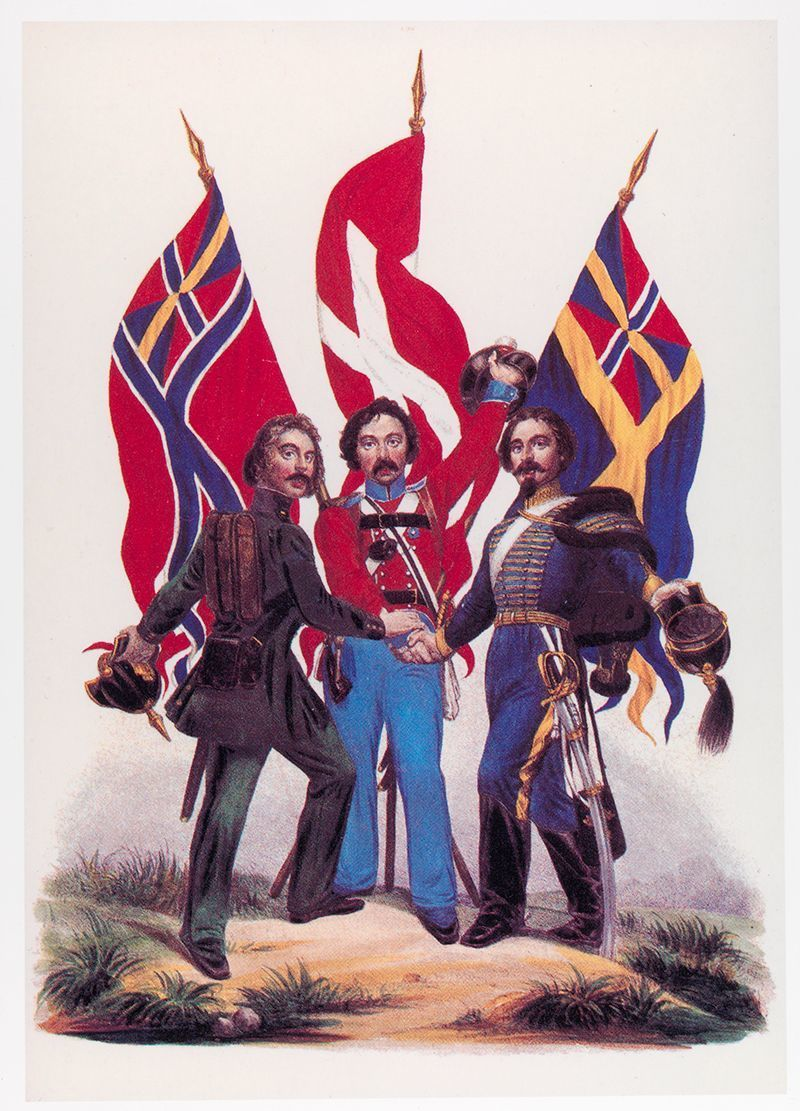
汎スカンディナヴィア主義

19世紀ベルナドッテ朝時代は、国内では武装中立を表明し欧州の情勢に対しては中立化が試みられたが、オスカル1世や次代カール15世の治世下ではデンマークにおけるシュレースヴィヒ＝ホルシュタイン問題やクリミア戦争など北欧の平和は危機を迎えていた。スウェーデンは、デンマークとの結びつきを深め、汎スカンディナヴィア主義の牽引者となって欧州列強に対抗した。汎スカンディナヴィア主義は、ドイツ統一運動と衝突し、スウェーデンを中心とした北欧統一運動が盛んとなり、中世カルマル同盟の再興を目指したが、汎スカンディナヴィア主義の挫折と共に終焉した（汎スカンディナヴィア主義は、スウェーデン人やデンマーク人だけでなくノルウェー人も参加していた。この運動の理念の消滅は、北欧の自立化を促進し、ノルウェー独立の一因になったともいえる）。
キール条約によってスウェーデンとの同君連合を結成したノルウェーではマグヌス・ファルセンによってエイズヴォル憲法が制定され、国会に政治の中心を置き、立憲君主制が規定され、国民の基本的人権の確認がなされた。これによってノルウェーではスウェーデン王を統治者に戴きながらも国会と内閣による自治が可能となり、民主化が大きく進んだ。フランスで起こった7月革命の影響によって国民が強い政治意識を持つようになると、1869年には農民や市民を代表する革新派と呼ばれる議員たちによって自由党が結成された。この結果、保守派の勢力は衰勢に向かい、1884年、自由党を立ち上げたヨハン・スヴェールップが初めて首相に任じられ、政党政治が発足した。政治の発展に伴い産業経済も急速に進展し、特にイギリスを手本として開始された紡績、マッチ、醸造といった諸産業は大きく伸張した。同時に漁業や海運業も1870年代に入る頃には商船保有量がイギリスに次ぐ規模となるほどの著しい発展を見せた。ここにきてスウェーデンの主導権を廃する動きが再燃し、独立運動へと繋がっていくこととなった。

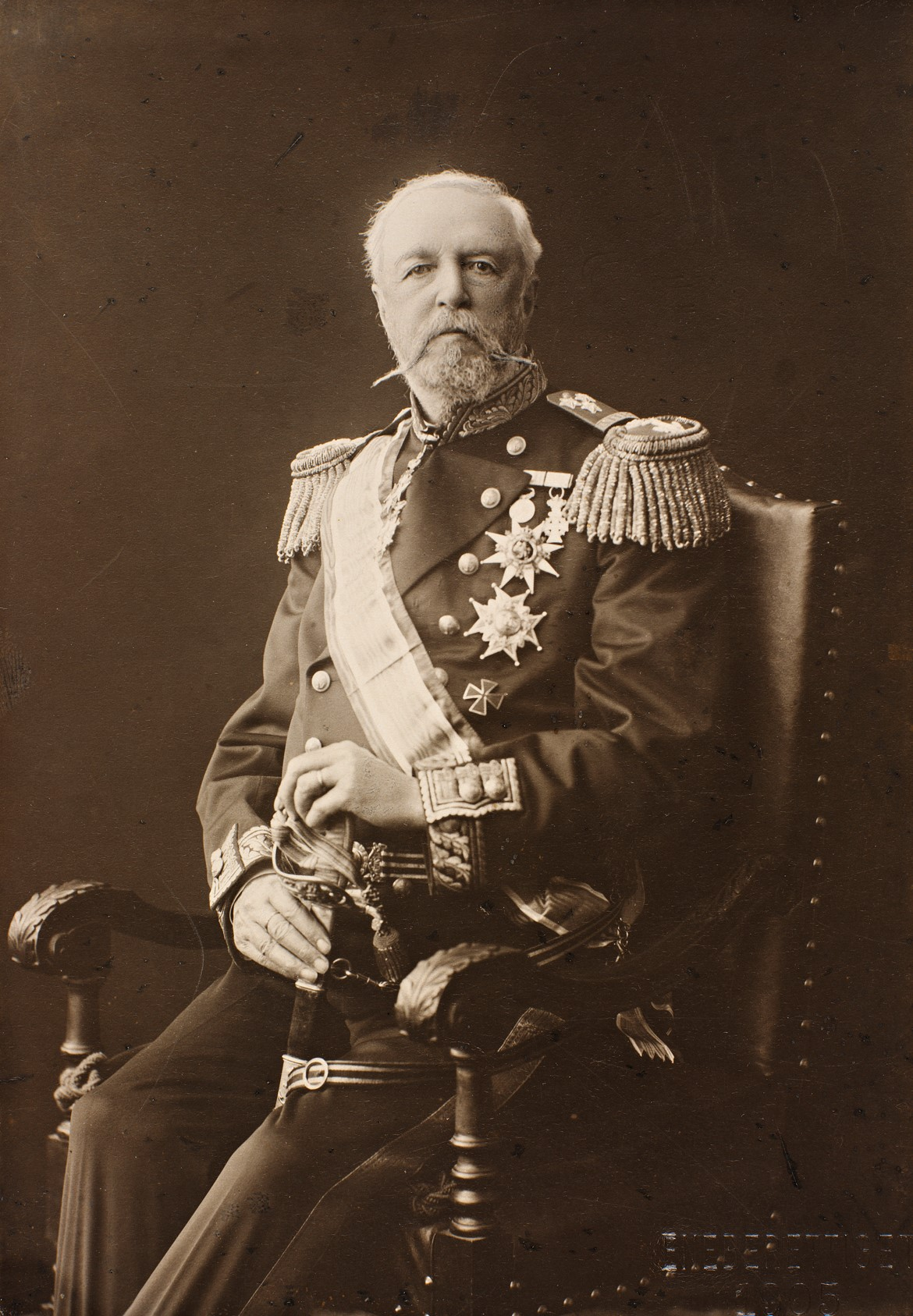
オスカル2世
スウェーデン＝ノルウェー連合最後の君主

### 民主政治の発展
19世紀後半に入ると北欧諸国で政党の発達が見られるようになった。1866年に国会を改組したスウェーデンでは下院の大半を制する小農出身の議員たちによって農民党が結成され、自らの階級利害のための活動を始めたのを皮切りに20世紀に入ってからは自由党や社会民主党などが相次いで結成された。こうした背景にはオスカル2世のとった産業保護政策があった。鉄鉱業が大いに発展し、活発な産業・貿易を背景に豊かで平和な国家として繁栄を築いていった。
1870年に入るとデンマークの農民等は都市部の小市民層を吸収して自由党となり、国民自由党に対して自らをヴェンスタ（左翼）と呼称するようになった。また、1876年に入ると労働組合を支持母体とした社会民主党が結成され、急速に党勢を拡張した。こうした革新勢力に好意を寄せていたクリスチャン9世は1901年、総選挙によって下院の左派勢力が大きく伸張したのを機会に左派勢力による連合内閣の組閣を命じ、義務教育改革や軍事費の削減などに注力した。また、産業面ではアメリカやロシアの低廉な穀物がヨーロッパ市場に氾濫したことにより、穀物の輸出によって外貨を獲得していたデンマークは大打撃を蒙り、非常な不況に見舞われた。穀物農業従事者たちは相次いで酪農業へと転向し、バター、ベーコン、チーズ、練乳などの生産に従事するようになった。この転向は農業教育の普及、協同組合の発達、イギリスを主とした海外市場の存在などを背景に急速に成長し、デンマークを世界一の農業国へと押し上げた。同時にイギリス、ドイツなどから石炭や鉄を輸入して工業の育成に努め、著しい発展を見せた。
一方、独自の政府を持ちつつも軍事と外交をスウェーデンに押さえられていたノルウェーでは、海運業の発達とともに利益を代表する領事を置く必要性が叫ばれるようになった。1885年、1901年とノルウェー政府はスウェーデンに対して独立領事館の設置を要請したがこれが拒否されたため、1905年に首相となったクリスティアン・ミケルセンによって6月7日、内外に対して同君連合からの離脱と新しい国王を戴くことが宣言された。スウェーデンのオスカル2世は主戦論に湧く世論を慰撫してこれを認め、カールスタッドの分離協定に両国が調印することでノルウェーの正式な独立が実現した。新しいノルウェーの国王としてデンマークの王子カールが選ばれ、同年11月27日、ホーコン7世として即位した。こうして宿願であった独立を成し遂げたノルウェーは清新な意気を持って自国の改革と発展に注力し始めた。

### スカンディナヴィア通貨同盟
スカンディナヴィア通貨同盟は1873年5月5日にデンマークとスウェーデンによって結成された通貨同盟であり、通貨を金本位制に対して固定し、互いに額面を等価とした。スウェーデンとの連合下にあった ノルウェーは 2年後の1875年に通貨同盟に参加し、金に対してデンマークとスウェーデンと同じ水準で通貨を固定した。この通貨同盟は19世紀の政治的汎スカンディナヴィア主義運動の数少ない実体的な結果の一つであった。通貨同盟は固定為替相場であり、金融面で安定性をもたらしたが、加盟国はそれぞれ個別の通貨の発行は続けた。予見されていたことであるかどうかは別として、その安全性が認識されると、形式上異なったそれぞれの通貨が、実際には法定通貨と同様にこの地域全体で通用するという状況に繋がった。1914年第一次世界大戦の勃発は通貨同盟を終結させた。スウェーデンは金本位制を 1914年8月2日に放棄し、固定相場は廃止されて、通貨の自由な流通は終わった。

### 移民
19世紀後半、多くのスカンディナヴィア人がカナダ、アメリカ合衆国、オーストラリア、アフリカ、ニュージーランドへ移住した。スカンディナヴィアから他の国への移民のピークは1860年代から1880年代にかけてとされるが、1930年代まで相当数の人口が流出し続けた。移民の大多数は地方出身者で、より良い農場経営を行える環境と経済的な成功を求めて祖国を後にした。フィンランドやアイスランドからの移民も含めると、1850年以降の80年間で3分の1近い人口が流出した。
こうした大移動の一因に死亡率の低下による人口増とそれに伴う国内の失業率の上昇があり、スカンディナヴィアからの移民の総数に占める割合が最も多かったのはノルウェー、一番少ないのはデンマークだった。1820年から1920年にかけて200万人以上のスカンディナビア人がアメリカ合衆国へ渡った。スウェーデンから100万人、デンマークから30万人、ノルウェーから73万人が渡航し、ノルウェーの人口は1800年の80%近くまで減少した。北アメリカの主な移住先はアメリカ合衆国のミネソタ州、アイオワ州、ノースダコタ州、サウスダコタ州、ウィスコンシン州、ミシガン州、カナダのサスカチュワン州の プレーリー地帯 とオンタリオ州であった。

### 第一次世界大戦

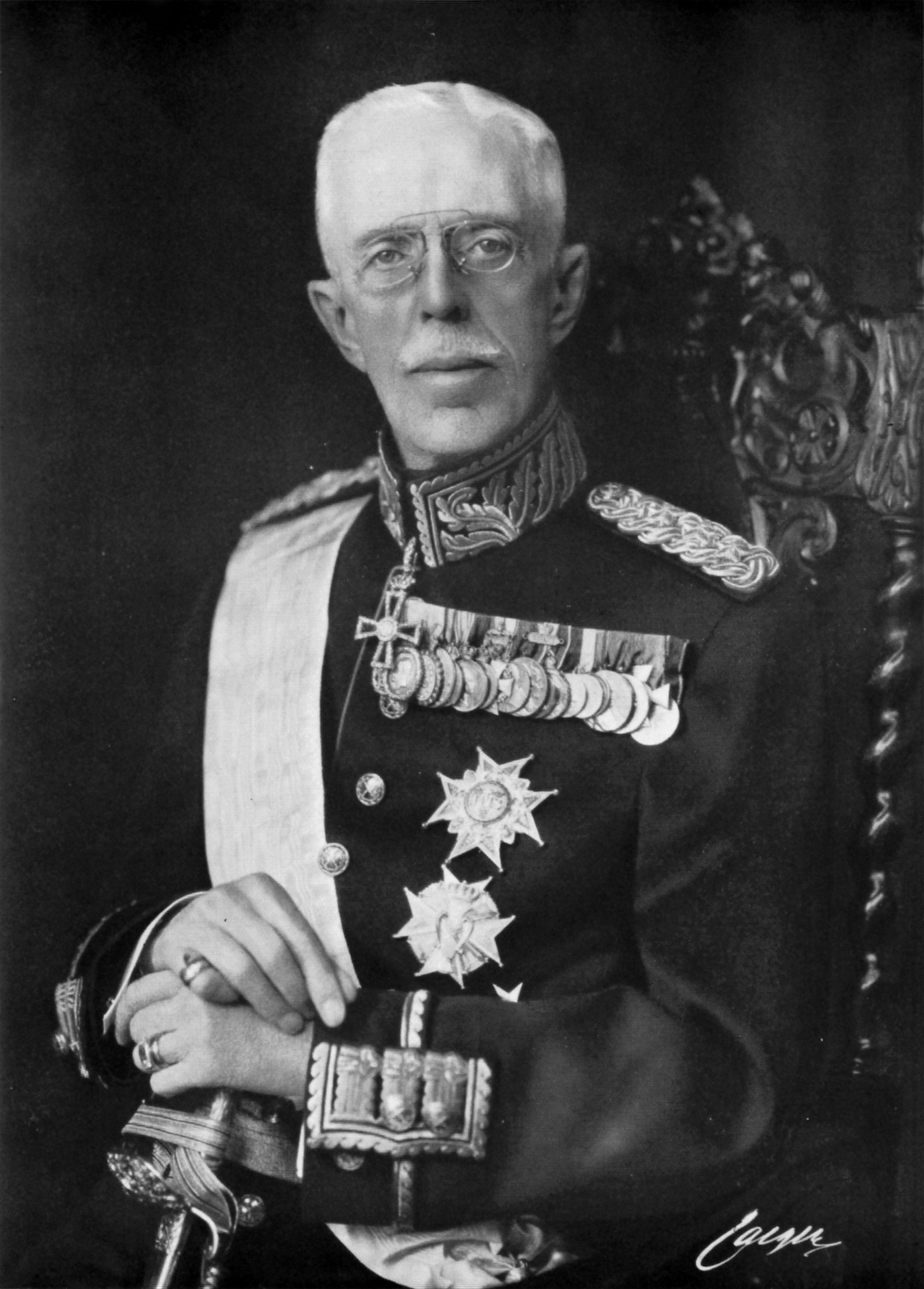
スウェーデン国王グスタフ5世
デンマーク、ノルウェーと協同して第一次世界大戦に対しての中立を表明した

1914年7月28日、第一次世界大戦が勃発した。北欧諸国は直ちに中立を表明し、相互の安全のために強調しようとする機運が高まり、汎スカンディナヴィア主義が再び台頭した。スウェーデンのグスタフ5世はこうした世論をいち早く察知し、同年12月、デンマーク、ノルウェーに働きかけてマルメにおいて三国国王会議を実施した。とくに大戦による貿易の不振は各国の経済状況を著しく脅かしたため、これを解消すべく積極的な相互援助を行うことで合意した。こうした三国間の共同歩調の成果もあって前半期は比較的安定した状況が続いていたが、後半期になると連合国の海上封鎖強化などが影響し、食糧事情の悪化が深刻になった。穀物取引の政府経営や主要食料品の配給制といった対策が取られたが、行き詰まりは隠せず、国内情勢は不安定となった。デンマークはヴァージン諸島をアメリカに割譲するなどして財政の窮状を凌いでいたが、これに乗じてアイスランドの独立問題が勃発し、左派勢力を抑えきることが出来ないまま1918年、アイスランドの独立が承認されるに至っている。また同年、ロシアの混乱に乗じてフィンランドが独立宣言を行うなど、北欧諸国は大きな転換期を迎えることとなった。

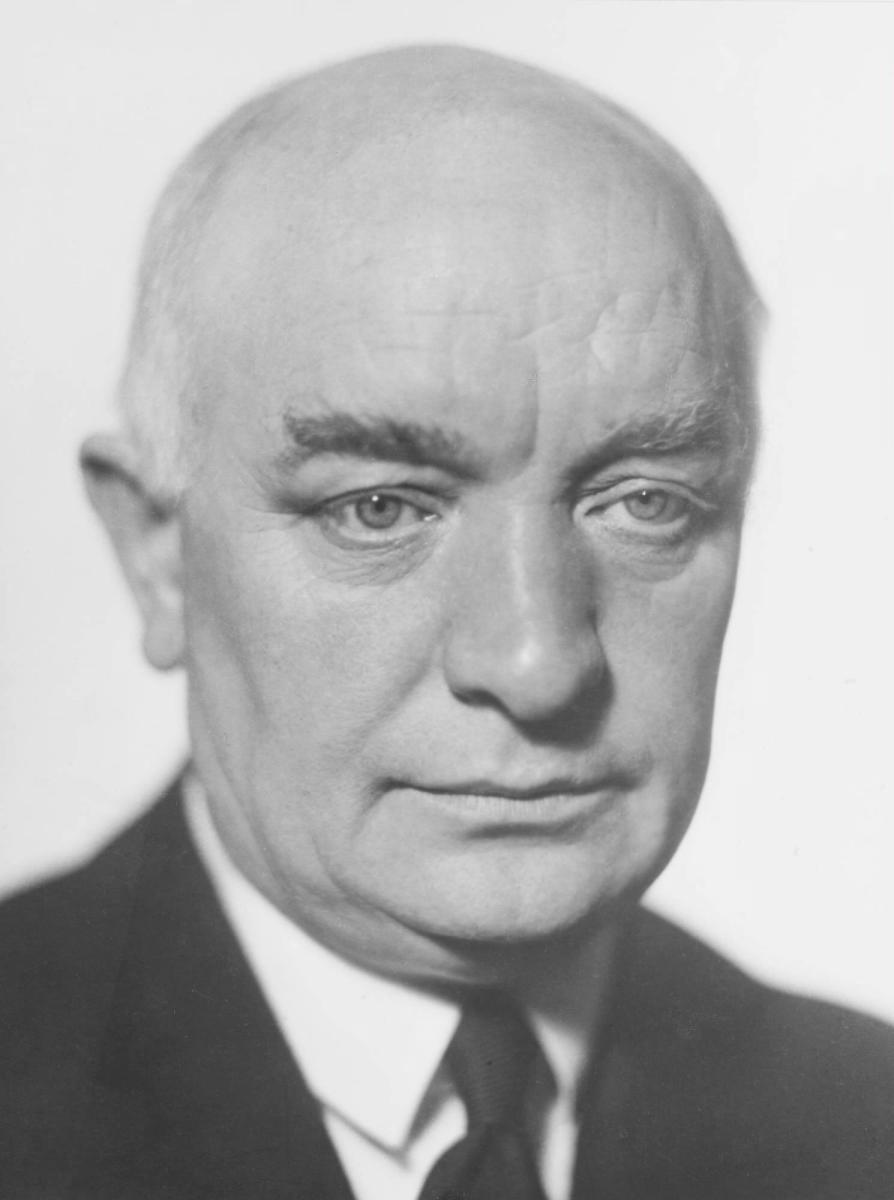
福祉国家の建設に尽力したスウェーデンのペール・アルビン・ハンソン首相。

第一次世界大戦により北欧諸国は大きな打撃を蒙ったが、直接的な戦災は免れたため、その復興も迅速であった。スウェーデンでは短期間に政権が交代する不安定な情勢を迎えたが、1932年に社会民主党が政権についたことで安定を来した。ペール・アルビン・ハンソンは「国民の家」をスローガンに福祉国家の建設を進め、国民全員を恩恵の対象とした普遍主義的社会保障制度の確立を目指した。デンマークでは1915年に制定した改正憲法が1918年になって発効し、男女の普通選挙が実施されるようになった。左派と右派が短期間に入れ替わる混沌とした状態がしばらく続いたが1929年にトーヴァル・スタウニングが政権につくとようやく情勢が安定し、デンマークに繁栄をもたらした。しかし、ノルウェーではグンナー・クヌットセン内閣が戦争の終結と同時に復興に乗り出したが労働運動の激化により思うような成果が挙げられずにいた。また、1919年に国民投票で決定した禁酒法の施行に対し、ノルウェーにぶどう酒やシェリー酒を輸出していたスペインやポルトガルが報復的にノルウェーからの輸入を差し止める事態が引き起こされ、ノルウェーの経済に大きな打撃を与えた。時の首相はそれぞれの手法で禁酒法の緩和を試みたがその悉くを野党に潰され、景気の回復はままならない状況に陥っていた。
一方ロシア革命に乗じて独立を勝ち取ったフィンランドでは、新興国特有の政争は絶えなかったものの、さほど深刻な状況には至らず、順調な経済成長を続けた。政府は輸出の増大と食料の自給化を目指した政権運営を実施し、土地改良と農法改革を積極的に推進して、1930年までに自営農民の数を独立当初と比較して倍加させることに成功した。1920年代末に入り、世界的な不況と不安定な政権から左右両勢力が伸張し始め、1929年に共産青年同盟が結成されるとこの気勢に拍車がかかった。国内は大きな混乱に見舞われたがペール・スヴィンヒューが1931年に大統領に就任して以降、国民が一致団結して国防の強化と産業の振興に注力できるような舵取りを行い、フィンランドの国力は著しく躍進した。1935年にスウェーデン、デンマーク、ノルウェーと協定して北欧中立ブロックを形成すると周辺国への配慮からファシズムは鳴りを潜め、ようやく政情は安定化した。
また、バルト三国を構成するエストニア、ラトビア、リトアニアもフィンランドと同じくロシア革命を契機に独立を果たした。第一次世界大戦と独立戦争により疲弊した国土の上に立った独立ではあったが、農地改革を緊急的に実施していくことで短期間で驚くべき国力の回復を見せた。しかしながら政情不安は解消されることのないまま、第二次世界大戦へと巻き込まれていくことになる。

### 第二次世界大戦

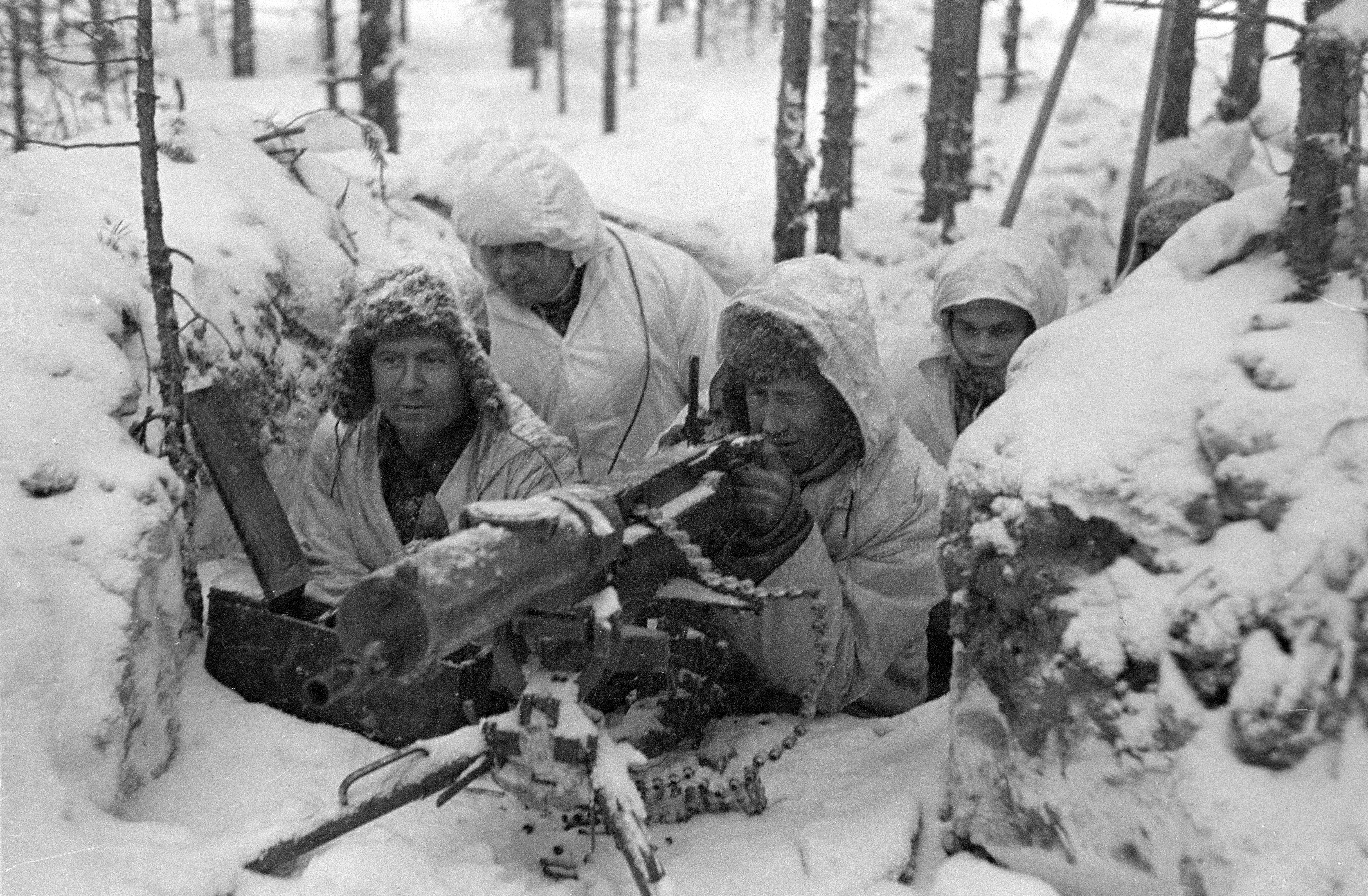
ソ連によるフィンランド侵攻（冬戦争）

北欧中立ブロックを形成していた北欧4国は中立政策を固持するために軍拡へと乗り出し、外相会議を密にすることで団結を強めていたが、1938年にズデーテン問題が発生したことにより、ヨーロッパに大きな緊張が走った。さらに翌年、ドイツのポーランド侵攻によって第二次世界大戦が勃発すると、独ソ不可侵条約を締結していたソビエト連邦がフィンランドとの不可侵条約の破棄を宣言し、侵攻を開始した（冬戦争）。1940年、コペンハーゲンで三国外相会議が設けられ、厳正中立の申し合わせと対フィンランド援軍派遣の拒絶が決定され、北欧中立ブロックはあっさりと崩壊してしまうこととなった。フィンランドとソ連の戦力差は明らかで、ソ連の圧倒的優位で戦争は進められたが、イギリスとフランスが大規模な援軍派遣を検討していることが表沙汰となるとソ連は態度を軟化させ、フィンランドとの和平交渉に乗り出した。1940年3月12日、カレリア地方およびフィンランド湾諸島の割譲などが盛り込まれたモスクワ講和条約を締結した。バルト諸国占領などによってソ連の勢いが増したことに脅威を感じていたフィンランドはドイツとの関係を深めることで払拭を試みたが、バルバロッサ作戦を皮切りとして継続戦争が開始されると周辺諸国に枢軸国側として認知され、北欧で完全に孤立することとなった。

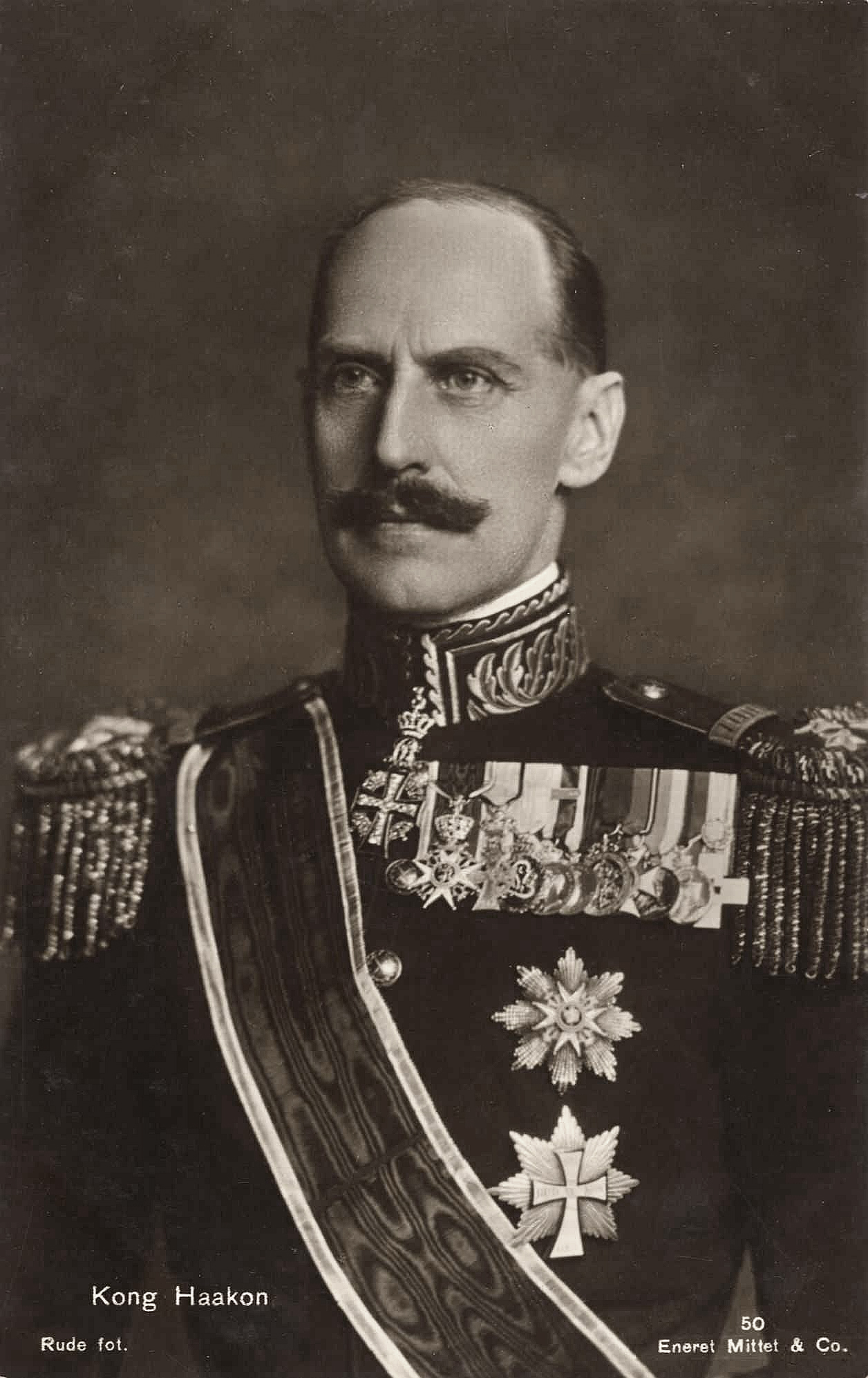
ホーコン7世
ナチスドイツの支配に苦しむノルウェー国民の精神的支柱であった

一方、ドイツとイギリス両国に良質な鉄鉱を輸出していたスウェーデンであったが、イギリスはドイツへの鉄鉱供給を阻止するため、戦災をスカンディナヴィア半島へ拡大させた。しかしスウェーデンは頑なに中立を固守した。対してドイツは「保護占領」と称してコペンハーゲン、オスロ、トロンハイム、ナルヴィクに進撃し、これらの都市を占領した。圧倒的戦力の前にデンマークはやむなくこの占領を承認したが、ノルウェーはこれを認めず、ドイツに宣戦して交戦状態に入った。しかし戦力差は歴然で連合軍はノルウェーから撤退、国王ホーコン7世とノルウェー政府はロンドンへ撤退せざるを得ず、ここにノルウェー亡命政府を立ち上げるに至った。アドルフ・ヒトラーはノルウェー作戦の完了を宣言するとノルウェー国内にヴィドクン・クヴィスリングを首班とする新政府を立ち上げ、亡命したノルウェー王室と旧政府を正式に否認したことにより、ノルウェーはドイツ軍の占領下に入ったが、しかしノルウェー国内ではレジスタンスが結成され抵抗、国外では商船会社ノトラシップが亡命政府を資金面から援助した。その後、ヨーロッパ東部戦線ではソ連軍が着々と反撃を行い、1944年のノルマンディー上陸作戦により連合軍が勝利を挙げると翌年5月6日、ドイツ軍の降伏により占領下にあった国々は原状を回復した。デンマークとの同君連合を結成していたアイスランドはドイツ軍によるデンマーク占領を機に完全分離独立を決意し、1944年6月17日に共和国としての独立を宣言した。
1939年、ポーランド潜水艦がエストニアに避難するという事件があったことを契機にソ連はエストニアに対しポーランドに与しているとの抗議をなした。エストニア政府はソ連との折衝を続けたが不平等条約の締結を回避できず、同年9月29日にソ連との間に相互援助条約と通商協定を成立させた。ソ連はラトビアとリトアニアにも同様の条約締結を求め、バルト三国はソ連に対して軍事基地の提供を余儀なくされた。しかし、翌年6月14日、バルト三国の軍事同盟は条約違反であるという口実をつけ、ソ連は突然リトアニアに対し最後通牒を発し相互援助条約の破棄を宣言した。武力的抵抗が無意味であることを悟ったリトアニア政府はソ連の要求する新政権樹立と駐屯軍の増員を承認し、ソ連の占領下に置かれることとなった。同様の要求はエストニア、ラトビアに対しても行われ、同年6月17日、バルト三国は全てソ連占領下へと置かれた。1941年に独ソ戦争が開始されるとこれら三国はドイツ軍の制圧下に入れられ、三年に渡る激しい圧政に耐えねばならなかった。敗戦の色濃くなった1944年にはドイツ軍が東部戦線から後退を開始したため、バルト三国は再びソ連へと併合された。

## 現代

### 戦後復興
敗戦後のフィンランドは連合国管理委員会の監視・干渉のもとでパリ平和条約を締結した。また、ソ連との相互友好援助条約締結によりソ連の強い影響下に置かれることとなり、冷戦期におけるノルディックバランスの一端が形成されることとなった。国内情勢は依然不安定であったが、1950年代には戦後賠償から解放され、復興と工業発展へと進んだ。1961年には欧州自由貿易連合（EFTA）へ準加盟し、1973年にはEC間の自由貿易協定を締結するに至った。
デンマーク、ノルウェー、スウェーデンでは戦後の新しい国際関係において自国の安全保障をいかにして確保するかが大きな課題となった。それまで国是としてきた伝統的な厳正中立の方針は、侵略者に対する集団制裁を義務とする国際連合への加盟は思想的に相反するものであったが、強大な軍事力を持たなかったデンマークとノルウェーではドイツのような一方的な侵略者から身を守る手段として他の選択肢を取りえなかったことから、1945年のサンフランシスコ会議にて国際連合への加盟を果たした。大戦中は中立を固持していたスウェーデンでも向後その姿勢を維持できるとは限らないといった世論が形成され、1946年に国際連合へ加盟した。しかし、戦後処理の問題をめぐりアメリカ、イギリス、フランス、ソ連は外相会議を重ねるたびに対立を深めていくと、北欧諸国は外交政策でもってこうした潮流の外へと身を置こうとした。
1947年、アメリカ国務長官マーシャルによって掲げられたヨーロッパ経済復興の援助計画（マーシャル・プラン）が発表されると三国は受入れを表明した。これはデンマークのように経済的事情から受け入れざるを得ないという現実的な問題と、ソ連・東欧以外の大部分のヨーロッパ諸国が加入姿勢を見せていたことから加入しないことによって北欧諸国がソ連・東欧ブロックへと組み込まれてしまう惧れがあったためである。
1948年、チェコスロバキアで二月政変が起こったことと、ソ連がフィンランドに対して相互友好援助条約の締結を要求したことで北欧に緊張が走った。こうした状況を背景にスウェーデンは非公式にノルウェー、デンマークに対して北欧軍事同盟構想を持ちかけ、北欧三国による同盟の結成を試みた。しかし、大戦中の経験や戦略的地位の乖離、国防政策の不一致などから調整は難航し、そうした中でノルウェー、デンマークに対して西側から当時準備が進行しつつあった北大西洋条約機構（NATO）への加盟勧誘がもたらされた。スウェーデンとデンマークは北欧軍事同盟構想が検討中であることを表明して慎重な態度を示したがノルウェーは同構想はNATOの従属的意味しか持たないとしたため、北欧軍事同盟構想は破談となった。1949年4月4日、北欧ではノルウェー、デンマーク、アイスランドがNATOに加盟した。
直接の戦火を免れたスウェーデンの復興は早く、また、福祉国家としても更なる発展を遂げた。1950年代末に入るとターゲ・エランデル政権によって付加年金制度が成立したことにより、福祉受益者の範囲拡大が行われた。そして中央集権的な労使交渉システムが確立されると生産性の低い企業・産業が淘汰されていき、経済構造の高度化とともに著しい経済成長が起こった。スウェーデンは1960年代には一人当たりのGNPが世界で最も高い国のひとつに数えられるようになった。
上述のように1950年代に入り北欧諸国では戦後処理を終え、産業の工業化継続と発展に注力していた。あわせて経済に対する管理体制を形成・強化し、高額所得に対する課税や利子率の設定を見直すことにより国民の経済的平等が追求された。これにより工業化促進のための財源確保が可能となり、産業設備の改善や交通機関の整備、農業の機械化など、経済発展速度は急速に高まった。また、国内産業事情にあわせた選択と集中により工業化の特化傾向が強まったのも特筆すべき事項であった。北欧諸国民の生活水準が著しく向上し、新中間層と呼ばれる人々が多くを占めるようになったことで、諸政府の社会政策が一挙に推進され国費の多くを占めるようになった。

### 欧州統合
北欧諸国は1952年に北欧理事会（Nordic Council）を設立し、その2年後、ノルディック・パスポート・ユニオン（Nordic passport union）を設立した。
1972年の国民投票で、デンマークは北欧で最初の欧州共同体（EEC）加盟国となった。EECは1973年には欧州連合（EU）になった。スウェーデンはEUに1995年に加盟した。スウェーデンは、ソビエト連邦の崩壊後他国を挑発することなくEUに加盟が可能となったと考えていた。ノルウェーはシェンゲン協定・欧州経済領域（EEA）の加盟国であるが、1972年と1994年の国民投票の結果、現在に至るまでEU非加盟国である。また、フィンランドを除くスカンディナヴィア諸国はユーロを導入していない。デンマーク・スウェーデン両国ではユーロ導入の是非を問う国民投票が行われ、その結果否決された。スカンディナヴィアの国々は、国家間の提携と多面外交への関心が高いにもかかわらず、ユーロに対する懐疑心が強い。デンマークは1992年のマーストリヒト条約を否決した。デンマークは、共同体の中を混乱させ、統一通貨の提案から「撤退する」ことも含め、再交渉が必要となった。